# Ducati Panigale
La Ducati Panigale è una famiglia di motociclette sportive stradali realizzate dalla Ducati. La Panigale è stata proposta per la prima volta all'EICMA 2011. La commercializzazione è iniziata il 24 gennaio 2012 e da allora è stata proposta in diverse varianti e cilindrate, dando origine a una famiglia di modelli. Il suo nome è tratto dal quartiere di Bologna Borgo Panigale (BO), sede della fabbrica bolognese. Nel 2014 le viene assegnato il XXIII Compasso D'oro ADI, insieme a lei vengono quindi premiati l'azienda produttrice e il capo designer del centro stile Gianandrea Fabbro.

## Versioni
Al debutto, la gamma 2012 è composta dalle versioni 1199 Panigale, 1199 Panigale S e dalla serie speciale 1199 Panigale S Tricolore, tutte equipaggiate col nuovo propulsore bicilindrico da 1198 cm³ Superquadro con funzione portante e telaio monoscocca in alluminio. Le versioni S si distinguono per le sospensioni Öhlins dotate di controllo elettronico e per diversi componenti alleggeriti, come i cerchi Marchesini forgiati e i parafanghi in fibra di carbonio, in più la Tricolore è dotata del sistema ABS di serie, dell'inedita telemetria DDA+ di ultima generazione che sfrutta anche il segnale GPS e degli scarichi Termignoni in titanio con mappatura dedicata per incrementare le prestazioni forniti a corredo della moto.

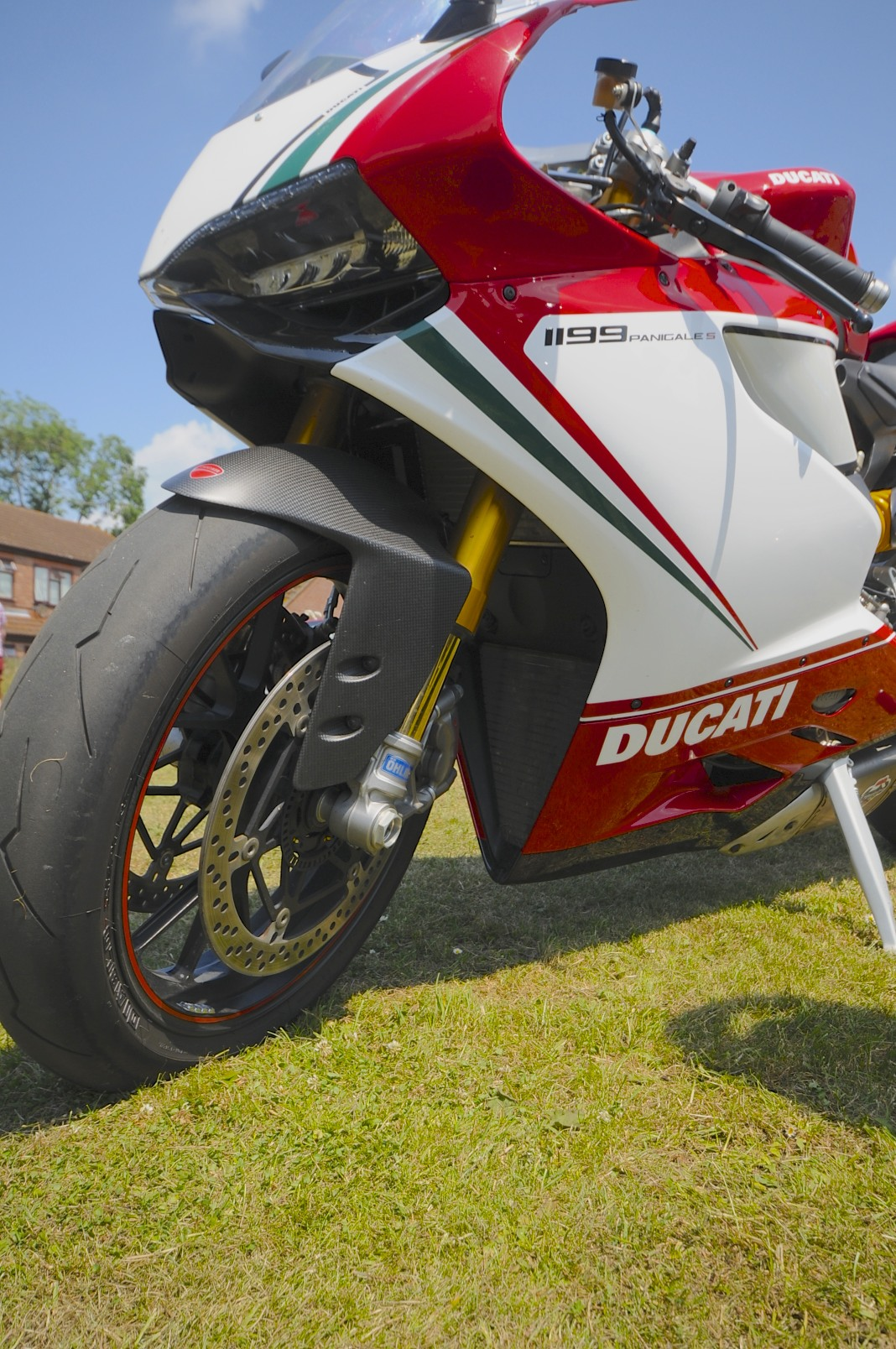
Ducati Panigale 1199 Tricolore del 2013

Successivamente, in occasione dell'EICMA 2012, viene presentato il modello di punta 1199 Panigale R che rispetto alla S beneficia di nuove bielle in titanio e altri interventi che consentono di innalzare il regime di rotazione del motore, ai quali si aggiungono una rapportatura leggermente più corta, il fulcro del forcellone regolabile in altezza e nuovi particolari in fibra di carbonio che permettono di ridurre il peso a secco a 165 kg, nonostante l'ABS di serie.
Nel settembre 2013 è stata presentata al Salone dell'auto di Francoforte la 899 Panigale, una versione di cilindrata ridotta che presenta un'impostazione ciclistica meno estrema rispetto alla 1199 e con un'ergonomia migliore, in quanto maggiormente rivolta ad un uso stradale.
Nell'ottobre 2013 viene immessa sul mercato un'altra versione estrema della moto, prodotta in serie limitata a 500 esemplari: denominata 1199 Superleggera, essa fa ampio uso di leghe di magnesio (telaio monoscocca e cerchi forgiati), fibra di carbonio (telaietto posteriore e carenatura) e titanio (impianto di scarico completo), scendendo ad un peso a vuoto di soli 155 kg, ad un prezzo più che doppio rispetto alla versione base. I nuovi pistoni e l'ampio uso di titanio negli organi del motore consentono di raggiungere i 200 CV.

Ducati 1199 Superleggera, fronte e retro.

Entrata in produzione nel 2014, la 1199 S Senna è la seconda Ducati (dopo la 916 del 1994) creata per commemorare il celebre pilota di Formula 1, Ayrton Senna, appassionato del marchio bolognese. Viene prodotta in 161 esemplari riservati al mercato brasiliano, riproponendo la celebre livrea scelta personalmente dal campione sudamericano.
Per il 2015 la gamma Panigale viene rivista introducendo i modelli 1299 Panigale e 1299 Panigale S, caratterizzati dal nuovo propulsore da 1285 cm³ e 205 CV a sostituzione delle precedenti 1199 base ed S. La ciclistica ha ricevuto alcune modifiche e vengono introdotti dispositivi elettronici ancora più evoluti, in particolar modo sulla versione S dotata di sospensioni semi-attive.
Anche la 1199 Panigale R viene aggiornata ed ora denominata solo Panigale R: mantiene il motore da 1198 cm³, conformemente al regolamento Superbike, ma raggiunge comunque i 205 cv grazie a soluzioni riprese dalla Superleggera, come i pistoni a due segmenti e tutte le valvole in titanio. Il pacchetto è completato da frizione e sospensioni specifiche, forcellone e asse di sterzo regolabili, batteria agli ioni di litio e numerosi particolari in titanio o fibra di carbonio che permettono di raggiungere i 162 kg a secco. La 899 rimane in commercio senza modifiche di rilievo.
L'EICMA 2015 vede l'introduzione della nuova 959 Panigale per la gamma 2016, a sostituzione della 899. Caratterizzata da una nuova variante del Superquadro, la prima ad essere omologata Euro 4, presenta inoltre alcuni affinamenti alla ciclistica e un'estetica ora allineata a quella della 1299.
In occasione dei 90 anni di fondazione della Ducati, nel luglio 2016 viene lanciato un modello celebrativo in serie limitata di 500 esemplari, denominato 1299 Panigale S Anniversario. Realizzata sulla base della 1299 S, questa versione è equipaggiata con diversi particolari in fibra di carbonio, che consentono un alleggerimento di 2,5 kg, e una nuova piastra di sterzo che permette di realizzare le stesse geometrie della Panigale R. Debutta inoltre un'elettronica aggiornata con l'introduzione del DTC EVO e del DWC EVO.
Nel novembre 2016 all'EICMA viene presentata la nuova versione estrema in serie limitata, la 1299 Superleggera prodotta in 500 esemplari. Oltre a una rivisitazione del motore 1285 cm³, portato fino a 215 CV ottenendo anche l'omologazione Euro 4, la principale novità di questo modello è data dall'impiego della fibra di carbonio con cui sono realizzati telaio, forcellone e cerchi, raggiungendo un peso a secco di 156 kg.
In occasione dell'appuntamento di Laguna Seca del Mondiale Superbike 2017 viene lanciata la 1299 Panigale R Final Edition, serie numerata (ma non limitata) realizzata per celebrare la lunga carriera nelle competizioni del motore bicilindrico. Dal punto di vista tecnico adotta un motore molto simile a quello della Superleggera, installato sulla ciclistica della Panigale R.
Il 2018 rappresenta l'uscita di scena dei modelli Panigale di maggiore cilindrata, sostituiti dalla nuova Panigale V4 dotata di motore quadricilindrico. La 959 rimane comunque in produzione e viene affiancata dalla versione 959 Panigale Corse, dotata di sospensioni Öhlins, silenziatori in titanio e livrea ispirata alle competizioni.
Con la gamma 2020, la 959 viene aggiornata e rinominata in Panigale V2. I principali interventi riguardano l'adozione di carene esteticamente simili a quelle della Panigale V4, un nuovo forcellone monobraccio, elettronica evoluta e un motore omologato Euro 5.

## Meccanica

### 1199

#### Panigale

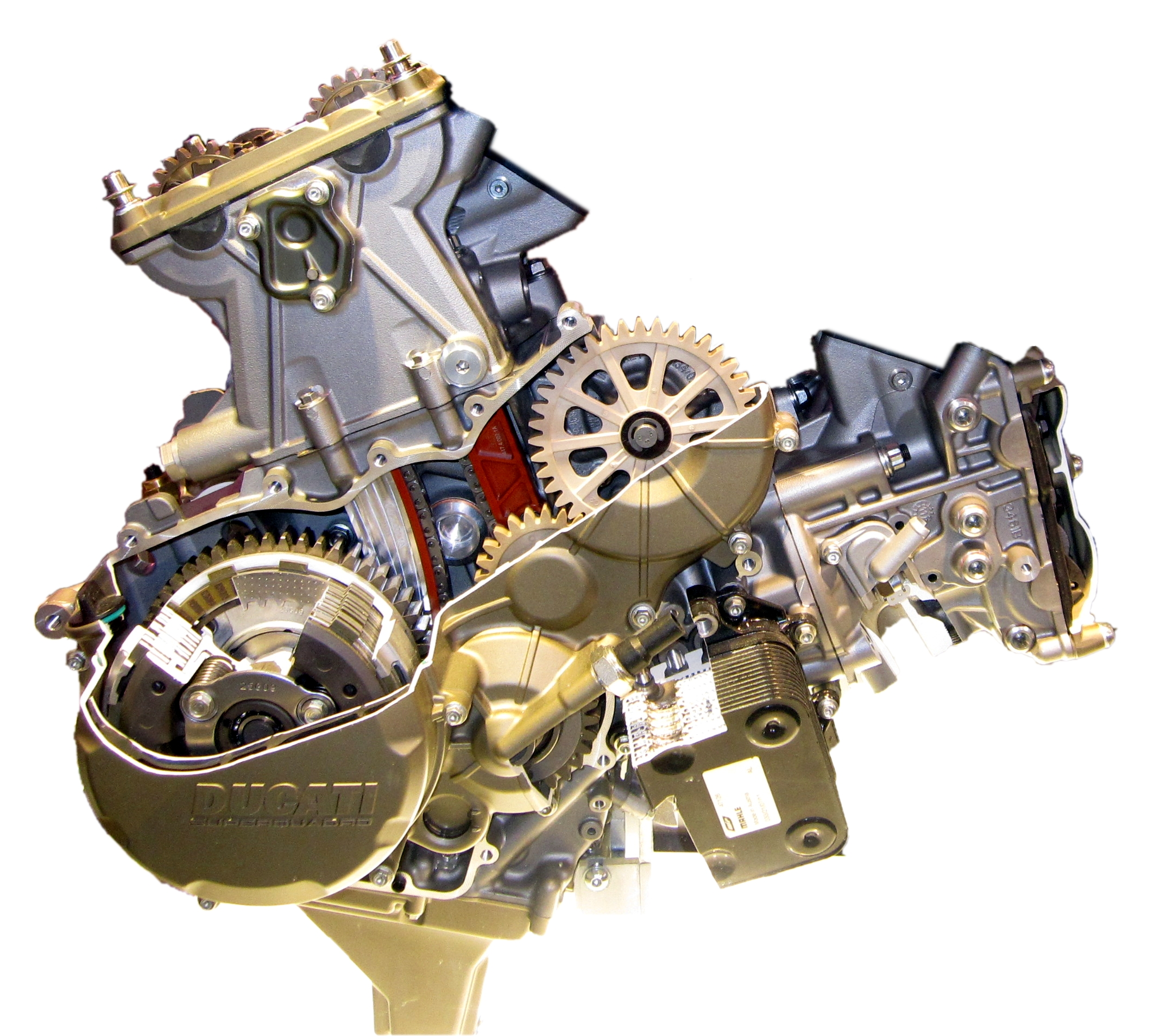
Ducati Superquadro, il motore della Ducati 1199 Panigale.

Questo è il primo motore della nuova famiglia Ducati Superquadro che esordisce sulla Panigale; si tratta di un bicilindrico a L di 90° longitudinale, come da tradizione, e inclinato all'indietro di 21°. La cilindrata è di 1198 cm³, ottenuta tramite un alesaggio di 112 mm e una corsa di 60,8 mm.
L'alimentazione è ad iniezione elettronica Mitsubishi, tramite quattro iniettori (due per cilindro), due corpi farfallati e un sistema full ride-by-wire. Le valvole d'aspirazione sono in titanio e hanno un diametro di 46,8 mm, mentre quelle di scarico in acciaio sono da 38,2 mm; il tutto è comandato da un sistema a distribuzione desmodromica e, a causa delle forze d'inerzia generate, è stata usata una coppia di catene di distribuzione al posto delle classiche cinghie dentate.

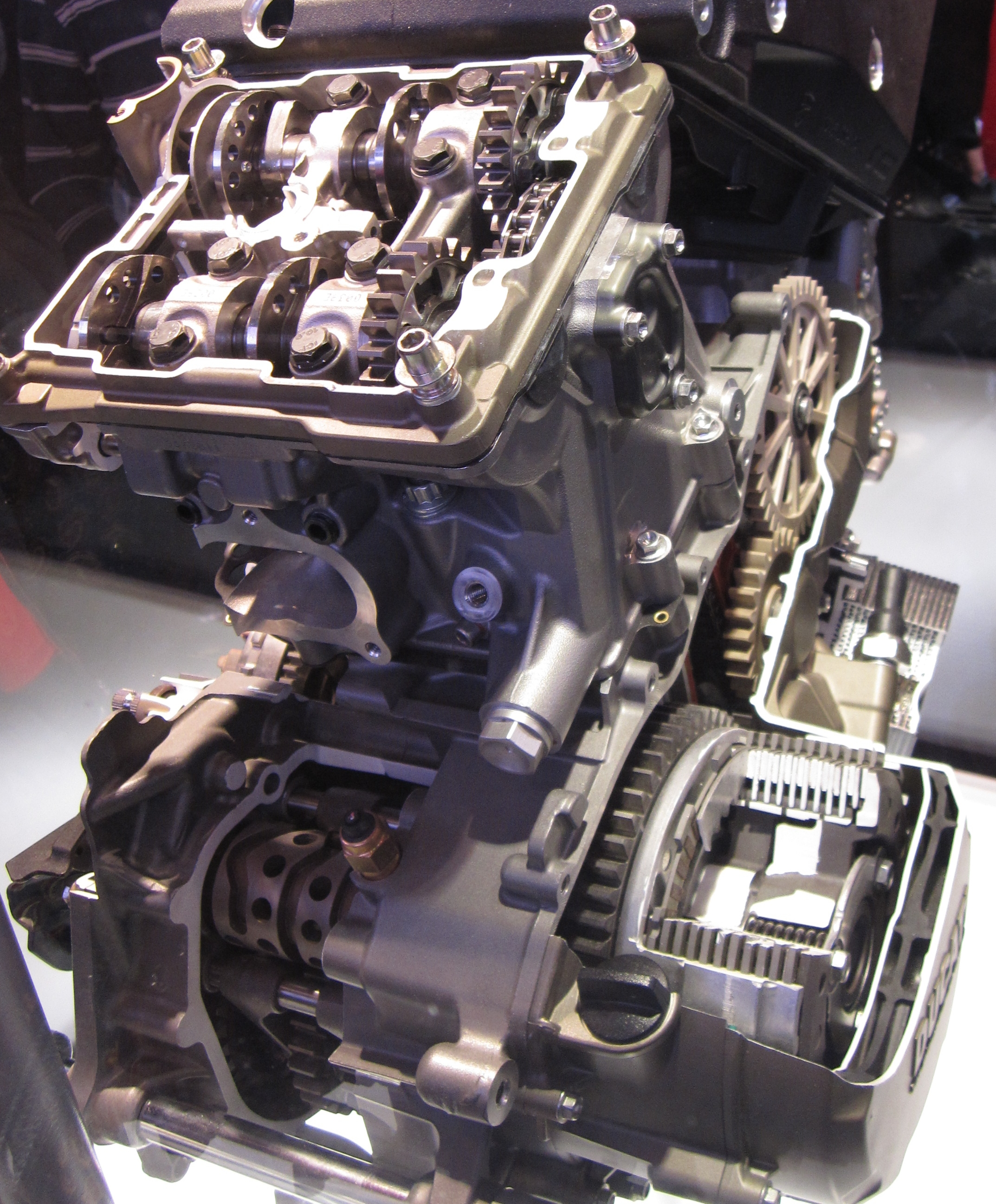
Dettaglio di un motore Ducati Superquadro di una Ducati 1199 Panigale; si notano gli alberi del cambio e il sistema desmodromico.

I carter sono stati realizzati tramite l'applicazione della tecnologia Vacural, ovvero una pressofusione sottovuoto che garantisce massimo risparmio in termini di peso, spessori delle pareti omogenei e resistenza meccanica superiore. L'adozione di bronzine di banco al posto dei cuscinetti a sfera permette l'impiego di un albero motore con perni maggiorati. Le canne riportate sono del tipo a umido e sono realizzate in alluminio con rivestimento al nikasil; la coppa dell'olio è in lega di magnesio. La pompa dell'olio viene attivata da un albero azionato da ruote dentate, in tecno-polimeri, e mantiene in costante depressione la zona sottostante ai cilindri. Il raffreddamento è a liquido. Questo motore è in grado di erogare 195 CV (circa 180 alla ruota) a 10.750 giri e 132 Nm di coppia a 9.000 giri al minuto, con il limitatore impostato a 11.500 giri al minuto.
Sulla moto è installato un cambio manuale a 6 rapporti, con frizione antisaltellamento a bagno d'olio, con un sistema ad asservimento progressivo, protetta da un carter in lega di magnesio. Il movimento è trasferito alla ruota posteriore tramite una catena. Su tutte le Panigale è impiegato il sistema elettronico Ducati Quick Shift che permette di salire di marcia senza usare la frizione, velocizzando le cambiate.
Per il mercato giapponese la moto, oltre a un nuovo carter frizione, è stata munita di un diverso sistema di scarico, in quanto quello originale non rispetta le leggi fonometriche nipponiche. Il nuovo scarico differisce dal quello utilizzato per il resto del mondo per via di un unico terminale cilindrico laterale montato in serie ai due originali.

#### Panigale R (2013)

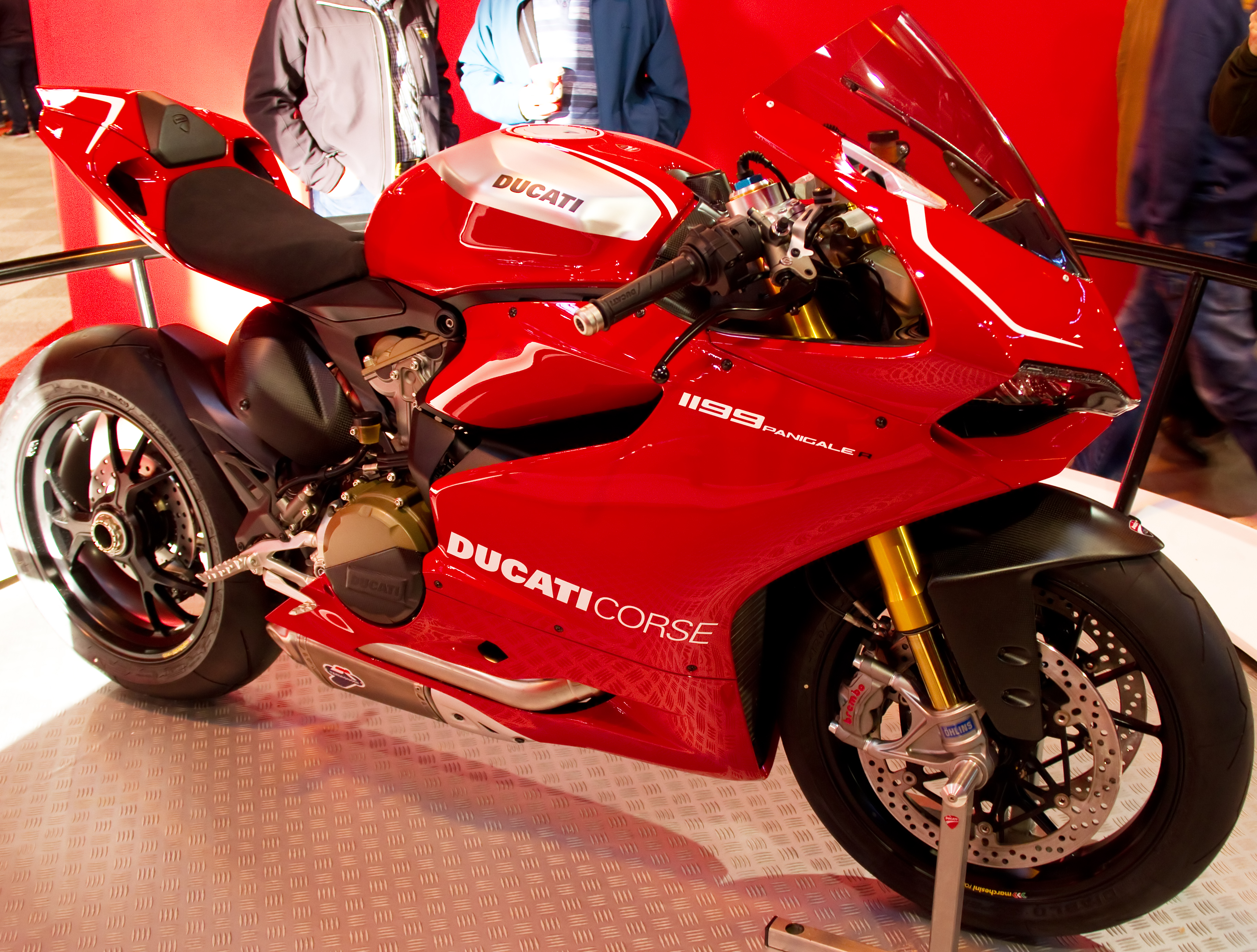
Ducati 1199 Panigale R (2013)

Il propulsore della R mantiene le stesse dimensioni del 1199 base, ma adotta bielle in titanio, bilancieri della distribuzione con trattamento DLC (diamond-like carbon, uno speciale rivestimento che riduce l'attrito e l'usura), volano alleggerito e un'elettronica ricalibrata. Queste soluzioni consentono di spostare il limitatore a 12.000 giri al minuto; rimangono invece invariati i valori di potenza e coppia massima. A corredo della moto viene inoltre fornito un kit per l'uso in pista che include un impianto di scarico Termignoni con mappatura specifica, che porta la potenza massima ad oltre 200 CV.

#### Superleggera
Su questa versione il motore da 1198 cm³ riceve pistoni speciali a due segmenti e mantello ribassato, valvole in titanio anche allo scarico, bielle in titanio, albero motore alleggerito ed equilibrato mediante contrappesi in tungsteno, impianto di scarico interamente in titanio per arrivare a 200 CV a 11.500 giri al minuto e 134 Nm di coppia a 10.200 giri al minuto, con limitatore a 12.500 giri al minuto. Anche la Superleggera è dotata di un race kit con scarichi Akrapovic non omologati, che portano la potenza massima a 205 CV per l'uso in pista.

#### Panigale R (2015)
Il bicilindrico della Panigale R in versione 2015 riprende le caratteristiche introdotte con la Superleggera, aggiungendo alberi a camme più spinti e impianto di scarico omologato Akrapovič in titanio (ma con i collettori in acciaio) per arrivare a 205 CV a 11.500 giri al minuto e 136,2 Nm di coppia a 10.250 giri al minuto. La trasmissione riceve un'evoluzione del Ducati Quick Shift che ora permette anche di scalare marce senza usare la frizione.

### 899
Il secondo propulsore della famiglia Superquadro debutta nel 2013 sulla 899 Panigale, ed è caratterizzato dalla cilindrata ridotta a 898 cm³, grazie ad un alesaggio di 100 mm e una corsa da 57,2 mm. Le valvole d'aspirazione hanno un diametro di 41,8 mm mentre quelle di scarico sono da 34 mm. Rispetto alle 1199 viene impiegato un iniettore per cilindro, mentre la coppa dell'olio è in lega di alluminio. La potenza erogata è pari a 148 CV a 10.750 giri al minuto e 99 Nm di coppia a 9.000 giri al minuto..

### 1299
La terza variante di cilindrata della famiglia Superquadro è caratterizzata da un alesaggio maggiorato a 116 mm mentre la corsa rimane invariata a 60,8 mm, per un totale di 1285 cm³ effettivi.
Il nuovo alesaggio è stato ottenuto mediante canne cilindri più sottili, ora realizzate in acciaio invece che in alluminio come sulla 1199.
Pistoni e bielle sono stati riprogettati, gli spinotti hanno ora il trattamento DLC, il nuovo impianto di scarico genera minore contropressione. Grazie a questi interventi la potenza erogata è pari a 205 CV a 10.500 giri al minuto con 144,6 Nm di coppia a 8.750 giri al minuto. Anche sulle 1299 viene impiegato il nuovo quick-shift che permette il cambio marcia senza frizione sia in salita che in scalata.

#### Superleggera
La 1299 Superleggera è dotata di pistoni speciali a due segmenti e mantello ribassato, valvole in titanio maggiorate (48 mm all'aspirazione e 39,5 mm allo scarico), bielle in titanio, albero motore alleggerito ed equilibrato mediante contrappesi in tungsteno, volano alleggerito, impianto di scarico Akrapovic interamente in titanio con terminali alti per arrivare a 215 CV a 11.000 giri al minuto e 146 Nm di coppia a 9.000 giri al minuto, rispettando la normativa Euro 4.
Il basamento del motore è realizzato mediante fusione in sabbia, le testate sono state riprogettate e le canne cilindri tornano ad essere in alluminio come sulle 1199. A corredo vi è anche un kit pista con scarichi Akrapovic non omologati, che portano la potenza massima a 220 CV e riducono la massa di 4 kg.

#### Final Edition
Su questa versione speciale viene riproposto il motore della 1299 Superleggera, con l'unica differenza costituita dall'impiego delle canne in acciaio. La potenza massima è di 209 CV a 11.000 giri al minuto mentre la coppia raggiunge i 142 Nm a 9.000 giri al minuto, sempre con omologazione Euro 4.

### 959

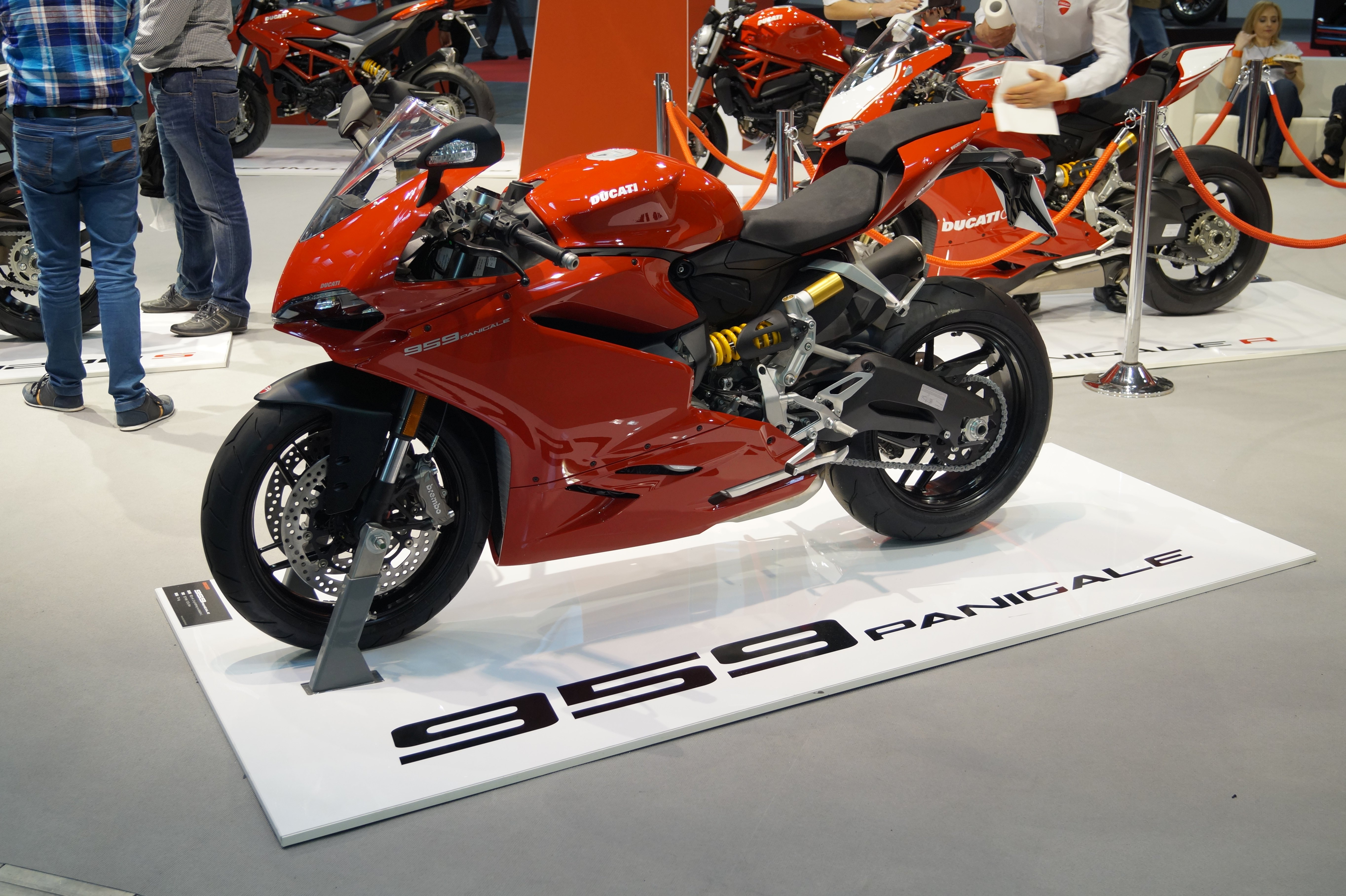
Ducati 959 Panigale del 2016

Per il 2016 debutta la quarta variante del Superquadro, la prima ad essere omologata Euro 4. Si tratta di una versione maggiorata del propulsore 899, portato a 955 cm³ grazie a una corsa allungata a 60,8 mm, mantenendo l'alesaggio di 100 mm. Rinnovati inoltre l'albero motore, le bielle e i pistoni; a differenza della 899 vengono impiegati due iniettori per cilindro. Per rispettare la normativa Euro 4 la 959 adotta un differente impianto di scarico che prevede un doppio terminale laterale; la versione per il mercato statunitense mantiene invece i tipici terminali integrati nella carenatura. La potenza raggiunge i 157 CV a 10.500 giri al minuto con una coppia massima di 107,4 Nm.
Con la versione Panigale V2, il motore viene aggiornato alle specifiche Euro 5 erogando 155 CV a 10.750 giri al minuto e una coppia massima di 104 Nm. Le principali modifiche riguardano gli iniettori, i condotti d'aspirazione e un nuovo silenziatore di dimensioni ridotte. Inoltre la trasmissione è ora equipaggiata col più recente Ducati Quick Shift up/down Evo 2.

## Ciclistica
Tutti i modelli Panigale, ad esclusione delle due Superleggera, sono caratterizzati da un telaio monoscocca in lega d'alluminio fusa, che costituisce una novità per le Ducati stradali in luogo del tradizionale telaio in traliccio di tubi. Rimane invece invariato il concetto di motore portante, tipico della Casa. 

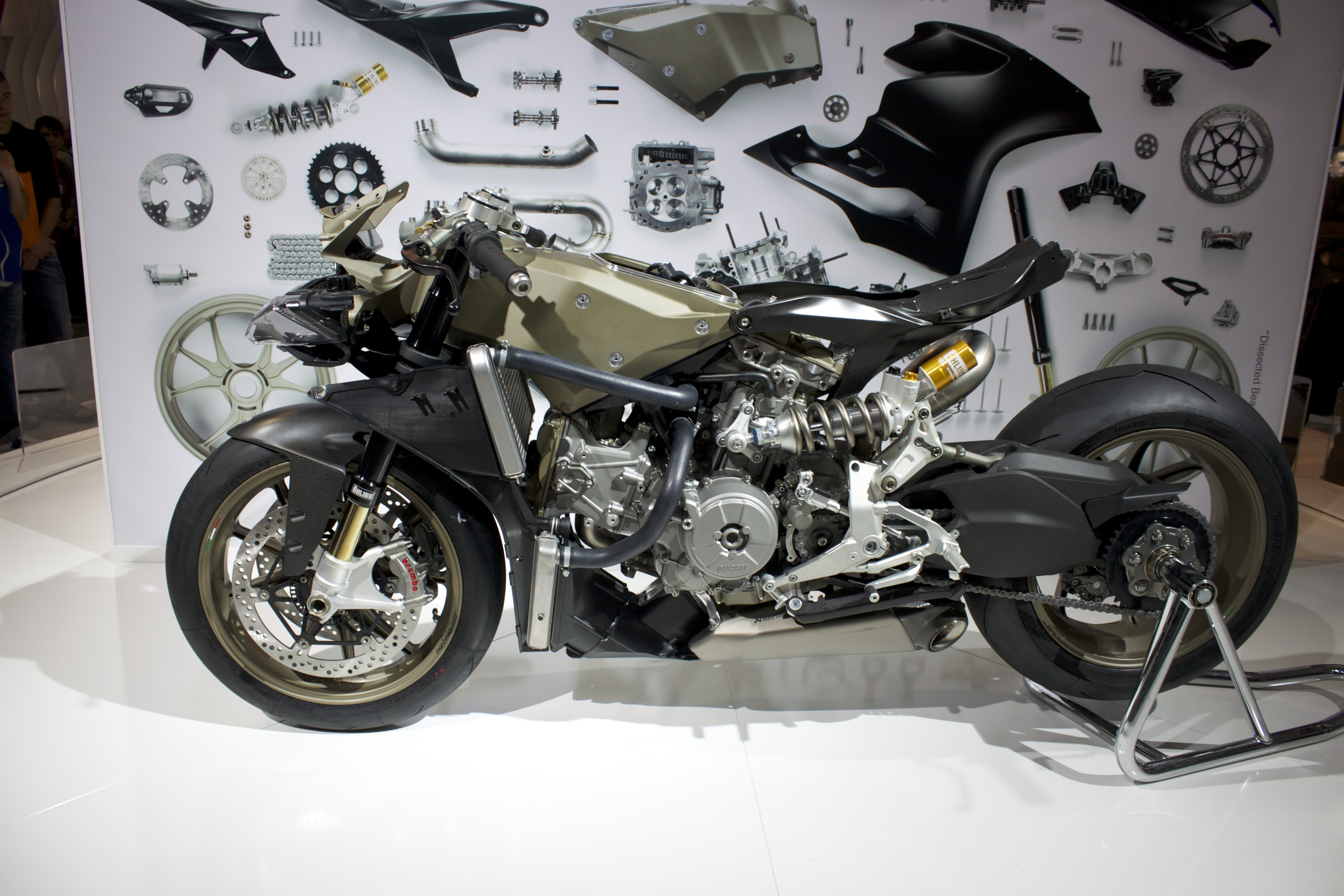
Ducati Superleggera con ciclistica a vista

Il forcellone è in lega d'alluminio, di tipo monobraccio sui modelli 1199 e 1299 e a doppio braccio su 899 e 959. Con l'aggiornamento 2020, la 959 ribattezzata Panigale V2 adotta anch'essa il monobraccio.
In termini di materiali adottatti, le eccezioni sono costituite dalla 1199 Superleggera, che ha un telaio in lega di magnesio, e dalla 1299 Superleggera, dotata di telaio e forcellone in fibra di carbonio.

### Gamma 2012-2014
Al debutto della 1199, la versione base è equipaggiata con una forcella anteriore Marzocchi da 50 mm abbinata a un monoammortizzatore posteriore Sachs con leveraggio regolabile tra lineare e progressivo; vi è inoltre un ammortizzatore di sterzo Sachs. Le versioni S, Tricolore ed R adottano invece una forcella Öhlins NIX30 da 43 mm e un monoammortizzatore Öhlins TTX36, entrambi con regolazione elettronica passiva della compressione e dell'estensione (DES, Ducati Electronic Suspension); l'ammortizzatore di sterzo è un Öhlins regolabile. Sulla Superleggera, che invece è priva del DES, la forcella è una Öhlins FL916 da 43 mm abbinata a un monoammortizzatore TTX36 dotato di molla in titanio. Sia la R che la Superleggera permettono di variare la posizione del fulcro del forcellone posteriore.

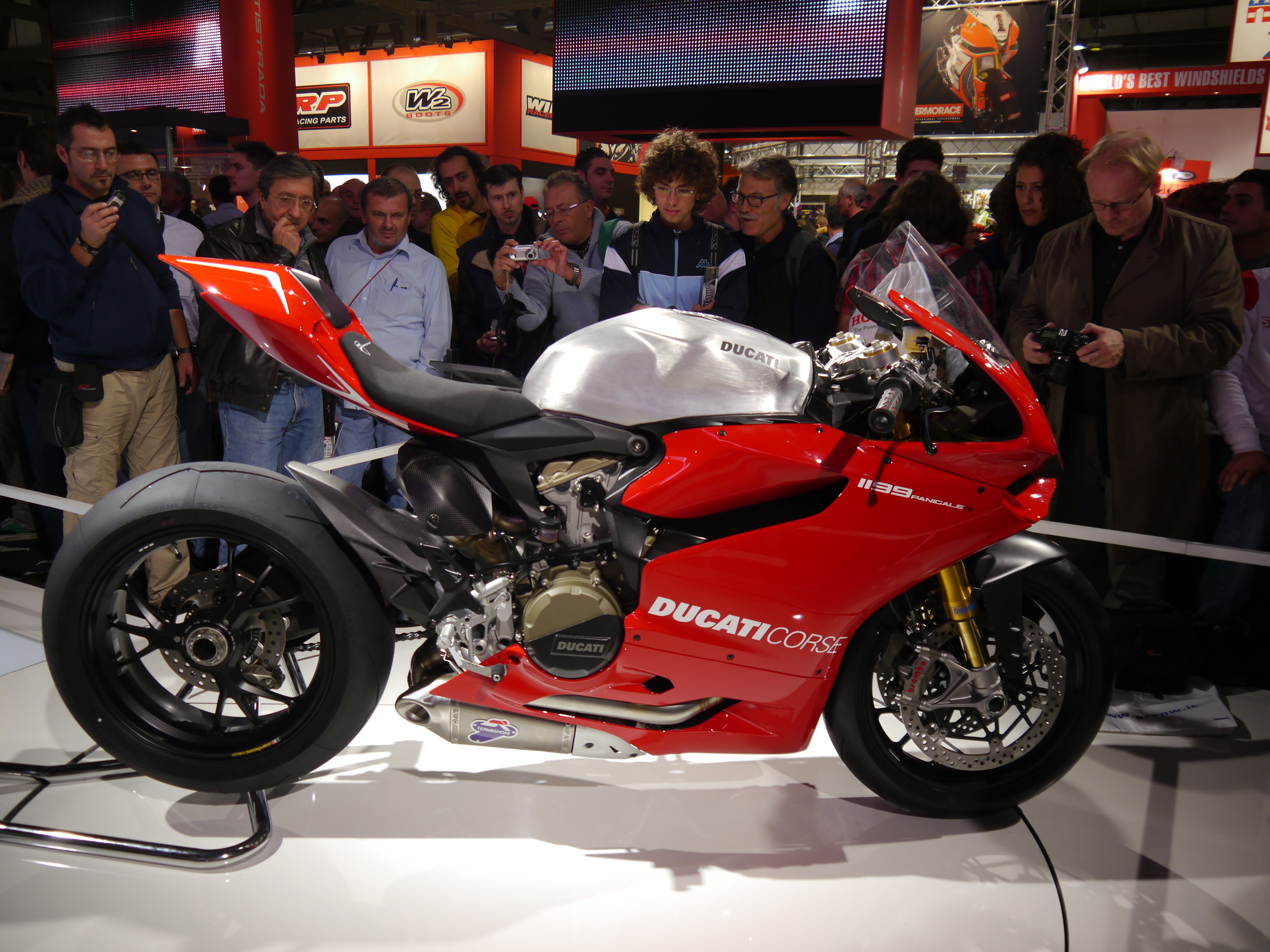
Ducati 1199 al EICMA 2011

Tutti i modelli Panigale sono inoltre dotati del Ducati Riding Mode che permette, tramite programmi predefiniti, di variare le tarature dell'acceleratore elettronico, del controllo di trazione DTC, del cambio DQS, della gestione del frento motore EBC, dell'ABS (dove previsto) e anche delle sospensioni per i modelli equipaggiati col DES. La Superleggera introduce inoltre la piattaforma inerziale a 5 assi che, rilevando accelerazioni e angoli d'assetto della moto, permette di realizzare il sistema anti-impennata DWC e di raffinare ulteriormente il controllo di trazione.
L'impianto frenante è costituito da doppi dischi anteriori semi-flottanti da 330 mm con pinza radiale Brembo monoblocco M50, e da un disco posteriore da 245 mm.
L'interasse è di 1437 mm, con un'inclinazione del canotto di 24,5°, mentre la distribuzione dei pesi è 52/48 anteriore/posteriore, ed il peso totale dichiarato a secco è di 164 kg (166,5 kg se equipaggiate con ABS) per i modelli base ed S, che diventano invece 165 kg per la R e 155 kg la Superleggera (entrambe con ABS di serie).
La moto nei primi mesi di produzione venne richiamata più volte per diverse problematiche che riguardavano l'ammortizzatore di sterzo, il forcellone, il cavo della valvola di scarico del tubo di scarico e dei tubi freno.

#### 899
La 899 adotta una ciclistica leggermente diversa rispetto alla 1199, con un'inclinazione del canotto pari a 24°, un interasse di 1426 mm, un forcellone a doppio braccio e un telaietto reggisella in traliccio d'acciaio anziché in pressofusione di alluminio. Come forcella viene impiegata una Showa BPF da 43 mm, mentre rimane il monoammortizzatore Sachs ma con leveraggio solamente progressivo. L'impianto frenante, con ABS di serie, è costituito da doppi dischi anteriori da 320 mm con pinza Brembo M4-32 e disco singolo posteriore da 245 mm. Il peso a secco è di 169 kg.

### Gamma 2015-2020

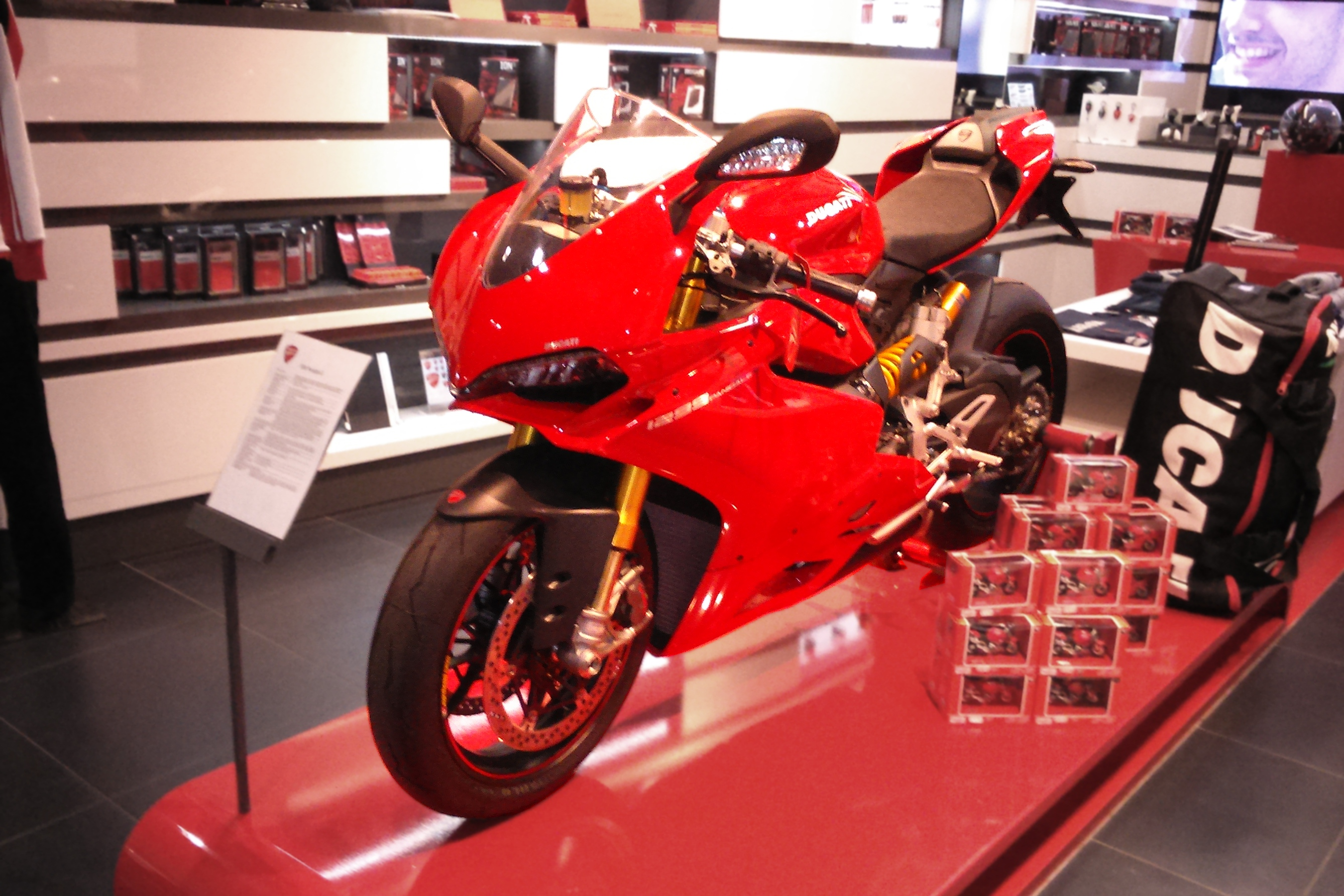
Ducati 1299 del 2015

Con la gamma 2015 i nuovi modelli riprendono la stessa inclinazione del canotto della 899, pari a 24°, con un'avancorsa leggermente ridotta. L'interasse rimane di 1437 mm, tranne per la nuova Panigale R e la 1299 Anniversario su cui arriva a 1442 mm grazie a una differente piastra di sterzo.
Sulla versione base rimangono la forcella Marzocchi e il monoammortizzatore Sachs; la S riceve invece le nuove sospensioni Öhlins Smart EC dotate di controllo semi-attivo che consente di regolare in maniera dinamica i parametri degli ammortizzatori, adeguandoli in tempo reale alle condizioni di guida. La nuova Panigale R invece monta sospensioni Öhlins interamente meccaniche, a differenza della precedente R che impiegava il sistema elettronico DES.
Il peso totale dichiarato a secco è di 166,5 kg per i modelli base ed S, che diventano invece 162 kg per la R e 164 kg per la S Anniversario.
Tutta la gamma 2015 adotta di serie la nuova piattaforma inerziale IMU a 5 assi, l'ABS di tipo cornering e il sistema anti-impennata DWC. Rimangono inoltre i Riding Mode e il controllo di trazione DTC, ora interfacciati con la nuova elettronica.
Nel 2016, con la serie speciale S Anniversario debutta il DTC EVO, nuova versione del controllo di trazione che realizza interventi più accurati nella gestione dell'aderenza della ruota posteriore e permette al pilota di impostare eventualmente un livello di slittamento maggiore. Anche il sistema anti-impennata viene aggiornato alla versione DWC EVO che massimizza le accelerazioni grazie a un nuovo software. Entrambe le soluzioni entrano a far parte dell'equipaggiamento di serie delle 1299 gamma 2017.
La 1299 Final Edition riprende la stessa ciclistica della Panigale R, con sospensioni Öhlins meccaniche, ma viene equipaggiata di monoammortizzatore con molla in titanio. Il peso a secco è di 168 kg.

#### 959
Rispetto alla 899 vengono apportati alcuni affinamenti alla ciclistica, come l'incremento dell'interasse a 1431 mm, e carenature aggiornate. Il reparto sospensioni rimane lo stesso, con componenti Showa e Sachs. A differenza della 1299 non è prevista la piattaforma inerziale e i dispositivi elettronici non ricevono variazioni rispetto a quelli impiegati su 899. Il peso a secco subisce un aumento e raggiunge i 176 kg, anche a causa del nuovo impianto di scarico Euro 4. La versione per il mercato nordamericano, con i terminali tradizionali, si ferma invece a 171 kg. Non sono previsti il controllo anti-impennata e la piattaforma inerziale.
La versione 959 Panigale Corse viene equipaggiata di sospensioni Öhlins completamente regolabili: forcella NIX30, monoammortizzatore TTX36 e ammortizzatore di sterzo.
L'edizione 2020 denominata Panigale V2 è equipaggiata col forcellone monobraccio in alluminio e la piattaforma inerziale IMU a sei assi di derivazione Panigale V4, che include alcuni dei controlli elettronici più evoluti come l'ABS Cornering Evo, il DQS Evo 2 e il DWC Evo. L'interasse raggiunge 1436 mm, con un angolo di sterzo di 24° e un'avancorsa di 94 mm.

#### 1299 Superleggera
La 1299 Superleggera costituisce un capitolo a sé nella famiglia Panigale, essendo l'unica dotata di telaio monoscocca in fibra di carbonio con un interasse di 1456 mm. Le sospensioni prevedono una specifica forcella Öhlins FL936 e il classico monoammortizzatore TTX36 con molla in titanio, regolabili e interamente meccanici. Con la fibra di carbonio vengono inoltre realizzati il forcellone, i cerchi, il telaietto posteriore e tutta la carenatura, rendendo questa moto la prima stradale al mondo a fare un uso così esteso di materiale compositi, che permette di ottenere un peso a secco di soli 156 kg.
Anche la piattaforma inerziale è inedita, essendo il primo modello ad impiegare la IMU 6D a sei assi, ed integra nuovi controlli come il Ducati Slide Control e il Ducati Power Launch.

## Caratteristiche tecniche
| Caratteristiche tecniche - Ducati 899 Panigale                            | Caratteristiche tecniche - Ducati 899 Panigale | Caratteristiche tecniche - Ducati 899 Panigale | Caratteristiche tecniche - Ducati 899 Panigale | Caratteristiche tecniche - Ducati 899 Panigale | Caratteristiche tecniche - Ducati 899 Panigale |
| ------------------------------------------------------------------------- | --- | --- | --- | --- | --- |
|                                                                           | | | | | |
| Dimensioni e pesi                                                         | | | | | |
| Altezze                                                                   | Sella: 830 mm | Sella: 830 mm | Sella: 830 mm | Sella: 830 mm | Sella: 830 mm |
| Interasse: 1426 mm                                                        | Interasse: 1426 mm | Massa a vuoto: 169 kg, in ordine di marcia 193 kg | Massa a vuoto: 169 kg, in ordine di marcia 193 kg | Serbatoio: 17 l | Serbatoio: 17 l |
| Meccanica                                                                 | | | | | |
| Tipo motore: Bicilindrico a 4 tempi                                       | Tipo motore: Bicilindrico a 4 tempi | Tipo motore: Bicilindrico a 4 tempi | Tipo motore: Bicilindrico a 4 tempi | Raffreddamento: a liquido | Raffreddamento: a liquido |
| Cilindrata                                                                | 898 cm³ (Alesaggio 100 × Corsa 57,2 mm) | 898 cm³ (Alesaggio 100 × Corsa 57,2 mm) | 898 cm³ (Alesaggio 100 × Corsa 57,2 mm) | 898 cm³ (Alesaggio 100 × Corsa 57,2 mm) | 898 cm³ (Alesaggio 100 × Corsa 57,2 mm) |
| Distribuzione: Desmodromica 4 valvole per cilindro con canne in alluminio | Distribuzione: Desmodromica 4 valvole per cilindro con canne in alluminio | Distribuzione: Desmodromica 4 valvole per cilindro con canne in alluminio | Alimentazione: Iniezione elettronica a singolo iniettore per cilindro e corpi farfallati ellittici con sistema full ride-by-wire | Alimentazione: Iniezione elettronica a singolo iniettore per cilindro e corpi farfallati ellittici con sistema full ride-by-wire | Alimentazione: Iniezione elettronica a singolo iniettore per cilindro e corpi farfallati ellittici con sistema full ride-by-wire |
| Potenza: 148 CV (109 kW) a 10.750 giri/min                                | Potenza: 148 CV (109 kW) a 10.750 giri/min | Coppia: 10,1 kg·m (99 N·m) a 9.000 giri/min | Coppia: 10,1 kg·m (99 N·m) a 9.000 giri/min | Rapporto di compressione: 12,5:1 | Rapporto di compressione: 12,5:1 |
| Frizione: multidisco in bagno d'olio con comando idraulico                | Frizione: multidisco in bagno d'olio con comando idraulico | Frizione: multidisco in bagno d'olio con comando idraulico | Cambio: sequenziale a 6 marce sempre in presa con DQS Ducati Quick Shift 1°: 15/37 (2,467) 2°: 16/30 (1,765) 3°: 18/27 (1,500) 4°: 20/25 (1,250) 5°: 22/24 (1,091) 6°: 24/23 (0,958)                                                                                                   | Cambio: sequenziale a 6 marce sempre in presa con DQS Ducati Quick Shift 1°: 15/37 (2,467) 2°: 16/30 (1,765) 3°: 18/27 (1,500) 4°: 20/25 (1,250) 5°: 22/24 (1,091) 6°: 24/23 (0,958)                                                                                                   | Cambio: sequenziale a 6 marce sempre in presa con DQS Ducati Quick Shift 1°: 15/37 (2,467) 2°: 16/30 (1,765) 3°: 18/27 (1,500) 4°: 20/25 (1,250) 5°: 22/24 (1,091) 6°: 24/23 (0,958)                                                                                                   |
| Trasmissione                                                              | Primaria a ingranaggi a denti dritti ?/? (1,77); Secondaria a catena 15/44 (2,933) | Primaria a ingranaggi a denti dritti ?/? (1,77); Secondaria a catena 15/44 (2,933) | Primaria a ingranaggi a denti dritti ?/? (1,77); Secondaria a catena 15/44 (2,933) | Primaria a ingranaggi a denti dritti ?/? (1,77); Secondaria a catena 15/44 (2,933) | Primaria a ingranaggi a denti dritti ?/? (1,77); Secondaria a catena 15/44 (2,933) |
| Avviamento                                                                | elettrico | elettrico | elettrico | elettrico | elettrico |
| Ciclistica                                                                | | | | | |
| Telaio                                                                    | Monoscocca in lega di alluminio | Monoscocca in lega di alluminio | Monoscocca in lega di alluminio | Monoscocca in lega di alluminio | Monoscocca in lega di alluminio |
| Sospensioni                                                               | Anteriore: forcella a steli rovesciati da 43 mm "BPF", completamente regolabile / Posteriore: monoammortizzatore, completamente regolabile | Anteriore: forcella a steli rovesciati da 43 mm "BPF", completamente regolabile / Posteriore: monoammortizzatore, completamente regolabile | Anteriore: forcella a steli rovesciati da 43 mm "BPF", completamente regolabile / Posteriore: monoammortizzatore, completamente regolabile | Anteriore: forcella a steli rovesciati da 43 mm "BPF", completamente regolabile / Posteriore: monoammortizzatore, completamente regolabile | Anteriore: forcella a steli rovesciati da 43 mm "BPF", completamente regolabile / Posteriore: monoammortizzatore, completamente regolabile |
| Freni                                                                     | Anteriore: doppio disco da 320 mm Brembo, pinze monoblocco Brembo evo M4.32 ad attacco radiale a 4 pistoncini / Posteriore: disco singolo da 245 mm con pinza a due pistoncini | Anteriore: doppio disco da 320 mm Brembo, pinze monoblocco Brembo evo M4.32 ad attacco radiale a 4 pistoncini / Posteriore: disco singolo da 245 mm con pinza a due pistoncini | Anteriore: doppio disco da 320 mm Brembo, pinze monoblocco Brembo evo M4.32 ad attacco radiale a 4 pistoncini / Posteriore: disco singolo da 245 mm con pinza a due pistoncini | Anteriore: doppio disco da 320 mm Brembo, pinze monoblocco Brembo evo M4.32 ad attacco radiale a 4 pistoncini / Posteriore: disco singolo da 245 mm con pinza a due pistoncini | Anteriore: doppio disco da 320 mm Brembo, pinze monoblocco Brembo evo M4.32 ad attacco radiale a 4 pistoncini / Posteriore: disco singolo da 245 mm con pinza a due pistoncini |
| Pneumatici                                                                | anteriore da 120/70 ZR17 su cerchione con canale da 3,5"; posteriore da 180/60 ZR17 su cerchione con canale da 5,5" | anteriore da 120/70 ZR17 su cerchione con canale da 3,5"; posteriore da 180/60 ZR17 su cerchione con canale da 5,5" | anteriore da 120/70 ZR17 su cerchione con canale da 3,5"; posteriore da 180/60 ZR17 su cerchione con canale da 5,5" | anteriore da 120/70 ZR17 su cerchione con canale da 3,5"; posteriore da 180/60 ZR17 su cerchione con canale da 5,5" | anteriore da 120/70 ZR17 su cerchione con canale da 3,5"; posteriore da 180/60 ZR17 su cerchione con canale da 5,5" |
| Altro                                                                     | | | | | |
| ABS                                                                       | Di serie | Di serie | Di serie | Di serie | Di serie |
| Note                                                                      | Altre differenze rispetto alla 1199 sono: il serbatoio in lamiera di acciaio anziché alluminio che, grazie a uno spessore di soli 0,8 mm riesce a pesare solo 800 grammi in più e la strumentazione che in questo caso è un pannello LCD, mentre sulla 1199 è un TFT a matrice attiva. | Altre differenze rispetto alla 1199 sono: il serbatoio in lamiera di acciaio anziché alluminio che, grazie a uno spessore di soli 0,8 mm riesce a pesare solo 800 grammi in più e la strumentazione che in questo caso è un pannello LCD, mentre sulla 1199 è un TFT a matrice attiva. | Altre differenze rispetto alla 1199 sono: il serbatoio in lamiera di acciaio anziché alluminio che, grazie a uno spessore di soli 0,8 mm riesce a pesare solo 800 grammi in più e la strumentazione che in questo caso è un pannello LCD, mentre sulla 1199 è un TFT a matrice attiva. | Altre differenze rispetto alla 1199 sono: il serbatoio in lamiera di acciaio anziché alluminio che, grazie a uno spessore di soli 0,8 mm riesce a pesare solo 800 grammi in più e la strumentazione che in questo caso è un pannello LCD, mentre sulla 1199 è un TFT a matrice attiva. | Altre differenze rispetto alla 1199 sono: il serbatoio in lamiera di acciaio anziché alluminio che, grazie a uno spessore di soli 0,8 mm riesce a pesare solo 800 grammi in più e la strumentazione che in questo caso è un pannello LCD, mentre sulla 1199 è un TFT a matrice attiva. |
| Fonte dei dati: Panigale 899                                              | | | | | |

| Caratteristiche tecniche - Ducati 959 Panigale             | Caratteristiche tecniche - Ducati 959 Panigale | Caratteristiche tecniche - Ducati 959 Panigale | Caratteristiche tecniche - Ducati 959 Panigale | Caratteristiche tecniche - Ducati 959 Panigale | Caratteristiche tecniche - Ducati 959 Panigale |
| Dimensioni e pesi                                          | Dimensioni e pesi | Dimensioni e pesi | Dimensioni e pesi | Dimensioni e pesi | Dimensioni e pesi |
| ---------------------------------------------------------- | --- | --- | --- | --- | --- |
| Ingombri (lungh.×largh.×alt.)                              | 2.050 × 730 × 1.115 mm | 2.050 × 730 × 1.115 mm | 2.050 × 730 × 1.115 mm | 2.050 × 730 × 1.115 mm | 2.050 × 730 × 1.115 mm |
| Altezze                                                    | Sella: 830 mm | Sella: 830 mm | Sella: 830 mm | Sella: 830 mm | Sella: 830 mm |
| Interasse: 1.431 mm                                        | Interasse: 1.431 mm | Massa a vuoto: 176 kg, in ordine di marcia 200 kg | Massa a vuoto: 176 kg, in ordine di marcia 200 kg | Serbatoio: 17 l | Serbatoio: 17 l |
| Meccanica                                                  | | | | | |
| Tipo motore: Bicilindrico a 4 tempi                        | Tipo motore: Bicilindrico a 4 tempi | Tipo motore: Bicilindrico a 4 tempi | Tipo motore: Bicilindrico a 4 tempi | Raffreddamento: a liquido | Raffreddamento: a liquido |
| Cilindrata                                                 | 955 cm³ (Alesaggio 100 × Corsa 60,8 mm) | 955 cm³ (Alesaggio 100 × Corsa 60,8 mm) | 955 cm³ (Alesaggio 100 × Corsa 60,8 mm) | 955 cm³ (Alesaggio 100 × Corsa 60,8 mm) | 955 cm³ (Alesaggio 100 × Corsa 60,8 mm) |
| Distribuzione: Desmodromica 4 valvole per cilindro         | Distribuzione: Desmodromica 4 valvole per cilindro | Distribuzione: Desmodromica 4 valvole per cilindro | Alimentazione: Iniezione elettronica a singolo iniettore per cilindro e corpi farfallati ellittici con sistema full ride-by-wire                                                     | Alimentazione: Iniezione elettronica a singolo iniettore per cilindro e corpi farfallati ellittici con sistema full ride-by-wire                                                     | Alimentazione: Iniezione elettronica a singolo iniettore per cilindro e corpi farfallati ellittici con sistema full ride-by-wire                                                     |
| Potenza: 110 kW (150 CV) a 10.500 giri/min                 | Potenza: 110 kW (150 CV) a 10.500 giri/min | Coppia: 102 N·m (10,4 kg·m) a 9.000 giri/min | Coppia: 102 N·m (10,4 kg·m) a 9.000 giri/min | Rapporto di compressione: 12,5:1 | Rapporto di compressione: 12,5:1 |
| Frizione: multidisco in bagno d'olio con comando idraulico | Frizione: multidisco in bagno d'olio con comando idraulico | Frizione: multidisco in bagno d'olio con comando idraulico | Cambio: sequenziale a 6 marce sempre in presa con DQS Ducati Quick Shift 1°: 15/37 (2,467) 2°: 16/30 (1,765) 3°: 18/27 (1,500) 4°: 20/25 (1,250) 5°: 22/24 (1,091) 6°: 24/23 (0,958) | Cambio: sequenziale a 6 marce sempre in presa con DQS Ducati Quick Shift 1°: 15/37 (2,467) 2°: 16/30 (1,765) 3°: 18/27 (1,500) 4°: 20/25 (1,250) 5°: 22/24 (1,091) 6°: 24/23 (0,958) | Cambio: sequenziale a 6 marce sempre in presa con DQS Ducati Quick Shift 1°: 15/37 (2,467) 2°: 16/30 (1,765) 3°: 18/27 (1,500) 4°: 20/25 (1,250) 5°: 22/24 (1,091) 6°: 24/23 (0,958) |
| Trasmissione                                               | Primaria a ingranaggi a denti dritti ?/? (1,77); Secondaria a catena 15/43 (2,867)                                                                                             | Primaria a ingranaggi a denti dritti ?/? (1,77); Secondaria a catena 15/43 (2,867)                                                                                             | Primaria a ingranaggi a denti dritti ?/? (1,77); Secondaria a catena 15/43 (2,867)                                                                                                   | Primaria a ingranaggi a denti dritti ?/? (1,77); Secondaria a catena 15/43 (2,867)                                                                                                   | Primaria a ingranaggi a denti dritti ?/? (1,77); Secondaria a catena 15/43 (2,867)                                                                                                   |
| Avviamento                                                 | elettrico | elettrico | elettrico | elettrico | elettrico |
| Ciclistica                                                 | | | | | |
| Telaio                                                     | Monoscocca in lega di alluminio | Monoscocca in lega di alluminio | Monoscocca in lega di alluminio | Monoscocca in lega di alluminio | Monoscocca in lega di alluminio |
| Sospensioni                                                | Anteriore: forcella a steli rovesciati da 43 mm "BPF", completamente regolabile / Posteriore: monoammortizzatore SACHS, completamente regolabile                               | Anteriore: forcella a steli rovesciati da 43 mm "BPF", completamente regolabile / Posteriore: monoammortizzatore SACHS, completamente regolabile                               | Anteriore: forcella a steli rovesciati da 43 mm "BPF", completamente regolabile / Posteriore: monoammortizzatore SACHS, completamente regolabile                                     | Anteriore: forcella a steli rovesciati da 43 mm "BPF", completamente regolabile / Posteriore: monoammortizzatore SACHS, completamente regolabile                                     | Anteriore: forcella a steli rovesciati da 43 mm "BPF", completamente regolabile / Posteriore: monoammortizzatore SACHS, completamente regolabile                                     |
| Freni                                                      | Anteriore: doppio disco da 320 mm Brembo, pinze monoblocco Brembo evo M4.32 ad attacco radiale a 4 pistoncini / Posteriore: disco singolo da 245 mm con pinza a due pistoncini | Anteriore: doppio disco da 320 mm Brembo, pinze monoblocco Brembo evo M4.32 ad attacco radiale a 4 pistoncini / Posteriore: disco singolo da 245 mm con pinza a due pistoncini | Anteriore: doppio disco da 320 mm Brembo, pinze monoblocco Brembo evo M4.32 ad attacco radiale a 4 pistoncini / Posteriore: disco singolo da 245 mm con pinza a due pistoncini       | Anteriore: doppio disco da 320 mm Brembo, pinze monoblocco Brembo evo M4.32 ad attacco radiale a 4 pistoncini / Posteriore: disco singolo da 245 mm con pinza a due pistoncini       | Anteriore: doppio disco da 320 mm Brembo, pinze monoblocco Brembo evo M4.32 ad attacco radiale a 4 pistoncini / Posteriore: disco singolo da 245 mm con pinza a due pistoncini       |
| Pneumatici                                                 | anteriore da 120/70 ZR17 su cerchione con canale da 3,5"; posteriore da 180/60 ZR17 su cerchione con canale da 5,5"                                                            | anteriore da 120/70 ZR17 su cerchione con canale da 3,5"; posteriore da 180/60 ZR17 su cerchione con canale da 5,5"                                                            | anteriore da 120/70 ZR17 su cerchione con canale da 3,5"; posteriore da 180/60 ZR17 su cerchione con canale da 5,5"                                                                  | anteriore da 120/70 ZR17 su cerchione con canale da 3,5"; posteriore da 180/60 ZR17 su cerchione con canale da 5,5"                                                                  | anteriore da 120/70 ZR17 su cerchione con canale da 3,5"; posteriore da 180/60 ZR17 su cerchione con canale da 5,5"                                                                  |
| Altro                                                      | | | | | |
| ABS                                                        | Di serie | Di serie | Di serie | Di serie | Di serie |
| Fonte dei dati: Panigale 959                               | | | | | |

| Caratteristiche tecniche - Ducati 1199 Panigale [Panigale S]                                             | Caratteristiche tecniche - Ducati 1199 Panigale [Panigale S] | Caratteristiche tecniche - Ducati 1199 Panigale [Panigale S] | Caratteristiche tecniche - Ducati 1199 Panigale [Panigale S] | Caratteristiche tecniche - Ducati 1199 Panigale [Panigale S] | Caratteristiche tecniche - Ducati 1199 Panigale [Panigale S] |
| --- | --- | --- | --- | --- | --- |
| | | | | | |
| Dimensioni e pesi                                                                                        | | | | | |
| Altezze                                                                                                  | Sella: 825 mm | Sella: 825 mm | Sella: 825 mm | Sella: 825 mm | Sella: 825 mm |
| Interasse: 1437 mm                                                                                       | Interasse: 1437 mm | Massa a vuoto: 164 kg, in ordine di marcia 188 kg | Massa a vuoto: 164 kg, in ordine di marcia 188 kg | Serbatoio: 17 l | Serbatoio: 17 l |
| Meccanica                                                                                                | | | | | |
| Tipo motore: Bicilindrico a 4 tempi con canne in alluminio                                               | Tipo motore: Bicilindrico a 4 tempi con canne in alluminio | Tipo motore: Bicilindrico a 4 tempi con canne in alluminio | Tipo motore: Bicilindrico a 4 tempi con canne in alluminio | Raffreddamento: a liquido | Raffreddamento: a liquido |
| Cilindrata                                                                                               | 1198 cm³ (Alesaggio 112 × Corsa 60,8 mm) | 1198 cm³ (Alesaggio 112 × Corsa 60,8 mm) | 1198 cm³ (Alesaggio 112 × Corsa 60,8 mm) | 1198 cm³ (Alesaggio 112 × Corsa 60,8 mm) | 1198 cm³ (Alesaggio 112 × Corsa 60,8 mm) |
| Distribuzione: Desmodromica 4 valvole per cilindro                                                       | Distribuzione: Desmodromica 4 valvole per cilindro | Distribuzione: Desmodromica 4 valvole per cilindro | Alimentazione: Iniezione elettronica Mitsubishi | Alimentazione: Iniezione elettronica Mitsubishi | Alimentazione: Iniezione elettronica Mitsubishi |
| Potenza: 195 CV (143 kW) a 10.750 giri/min                                                               | Potenza: 195 CV (143 kW) a 10.750 giri/min | Coppia: 13,5 kg·m (132 N·m) a 9.000 giri/min | Coppia: 13,5 kg·m (132 N·m) a 9.000 giri/min | Rapporto di compressione: 12,5:1 | Rapporto di compressione: 12,5:1 |
| Frizione: multidisco in bagno d'olio con comando idraulico, sistema di asservimento ed antisaltellamento | Frizione: multidisco in bagno d'olio con comando idraulico, sistema di asservimento ed antisaltellamento | Frizione: multidisco in bagno d'olio con comando idraulico, sistema di asservimento ed antisaltellamento | Cambio: sequenziale a 6 marce sempre in presa 1°: 15/37 (2,467) 2°: 16/30 (1,765) 3°: 18/27 (1,500) 4°: 20/25 (1,250) 5°: 22/24 (1,091) 6°: 24/23 (0,958) | Cambio: sequenziale a 6 marce sempre in presa 1°: 15/37 (2,467) 2°: 16/30 (1,765) 3°: 18/27 (1,500) 4°: 20/25 (1,250) 5°: 22/24 (1,091) 6°: 24/23 (0,958) | Cambio: sequenziale a 6 marce sempre in presa 1°: 15/37 (2,467) 2°: 16/30 (1,765) 3°: 18/27 (1,500) 4°: 20/25 (1,250) 5°: 22/24 (1,091) 6°: 24/23 (0,958) |
| Trasmissione                                                                                             | Primaria a ingranaggi a denti dritti ?/? (1,77); Secondaria a catena 15/39 (2,600) | Primaria a ingranaggi a denti dritti ?/? (1,77); Secondaria a catena 15/39 (2,600) | Primaria a ingranaggi a denti dritti ?/? (1,77); Secondaria a catena 15/39 (2,600) | Primaria a ingranaggi a denti dritti ?/? (1,77); Secondaria a catena 15/39 (2,600) | Primaria a ingranaggi a denti dritti ?/? (1,77); Secondaria a catena 15/39 (2,600) |
| Avviamento                                                                                               | elettrico | elettrico | elettrico | elettrico | elettrico |
| Ciclistica                                                                                               | | | | | |
| Telaio                                                                                                   | Monoscocca in lega di alluminio | Monoscocca in lega di alluminio | Monoscocca in lega di alluminio | Monoscocca in lega di alluminio | Monoscocca in lega di alluminio |
| Sospensioni                                                                                              | Anteriore: forcella teleidraulica pressurizzata a steli rovesciati da 50 mm "MARZOCCHI", completamente regolabile [Öhlins NIX30 a steli rovesciati da 43 mm con TiN, completamente regolabile. Freno idraulico in estensione e compressione gestito elettronicamente] / Posteriore: monoammortizzatore "SACHS", completamente regolabile [Öhlins TTX36 completamente regolabile. Freno idraulico in estensione e compressione gestito elettronicamente] | Anteriore: forcella teleidraulica pressurizzata a steli rovesciati da 50 mm "MARZOCCHI", completamente regolabile [Öhlins NIX30 a steli rovesciati da 43 mm con TiN, completamente regolabile. Freno idraulico in estensione e compressione gestito elettronicamente] / Posteriore: monoammortizzatore "SACHS", completamente regolabile [Öhlins TTX36 completamente regolabile. Freno idraulico in estensione e compressione gestito elettronicamente] | Anteriore: forcella teleidraulica pressurizzata a steli rovesciati da 50 mm "MARZOCCHI", completamente regolabile [Öhlins NIX30 a steli rovesciati da 43 mm con TiN, completamente regolabile. Freno idraulico in estensione e compressione gestito elettronicamente] / Posteriore: monoammortizzatore "SACHS", completamente regolabile [Öhlins TTX36 completamente regolabile. Freno idraulico in estensione e compressione gestito elettronicamente] | Anteriore: forcella teleidraulica pressurizzata a steli rovesciati da 50 mm "MARZOCCHI", completamente regolabile [Öhlins NIX30 a steli rovesciati da 43 mm con TiN, completamente regolabile. Freno idraulico in estensione e compressione gestito elettronicamente] / Posteriore: monoammortizzatore "SACHS", completamente regolabile [Öhlins TTX36 completamente regolabile. Freno idraulico in estensione e compressione gestito elettronicamente] | Anteriore: forcella teleidraulica pressurizzata a steli rovesciati da 50 mm "MARZOCCHI", completamente regolabile [Öhlins NIX30 a steli rovesciati da 43 mm con TiN, completamente regolabile. Freno idraulico in estensione e compressione gestito elettronicamente] / Posteriore: monoammortizzatore "SACHS", completamente regolabile [Öhlins TTX36 completamente regolabile. Freno idraulico in estensione e compressione gestito elettronicamente] |
| Freni | Anteriore: doppio disco da 330 mm Brembo, pinze monoblocco Brembo M50 ad attacco radiale a 4 pistoncini / Posteriore: disco singolo da 245 mm | Anteriore: doppio disco da 330 mm Brembo, pinze monoblocco Brembo M50 ad attacco radiale a 4 pistoncini / Posteriore: disco singolo da 245 mm | Anteriore: doppio disco da 330 mm Brembo, pinze monoblocco Brembo M50 ad attacco radiale a 4 pistoncini / Posteriore: disco singolo da 245 mm | Anteriore: doppio disco da 330 mm Brembo, pinze monoblocco Brembo M50 ad attacco radiale a 4 pistoncini / Posteriore: disco singolo da 245 mm | Anteriore: doppio disco da 330 mm Brembo, pinze monoblocco Brembo M50 ad attacco radiale a 4 pistoncini / Posteriore: disco singolo da 245 mm |
| Pneumatici                                                                                               | anteriore da 120/70 ZR17 su cerchione con canale da 3,5"; posteriore da 200/55 ZR17 su cerchione con canale da 6" | anteriore da 120/70 ZR17 su cerchione con canale da 3,5"; posteriore da 200/55 ZR17 su cerchione con canale da 6" | anteriore da 120/70 ZR17 su cerchione con canale da 3,5"; posteriore da 200/55 ZR17 su cerchione con canale da 6" | anteriore da 120/70 ZR17 su cerchione con canale da 3,5"; posteriore da 200/55 ZR17 su cerchione con canale da 6" | anteriore da 120/70 ZR17 su cerchione con canale da 3,5"; posteriore da 200/55 ZR17 su cerchione con canale da 6" |
| Altro | | | | | |
| Optional                                                                                                 | ABS optional +2.5kg | ABS optional +2.5kg | ABS optional +2.5kg | ABS optional +2.5kg | ABS optional +2.5kg |
| Note | La serie speciale "Panigale Tricolore" differisce dalla "Panigale S" per la esclusiva colorazione tricolore per celebrare l'eccellenza tecnologia "made in Borgo Panigale", per il sistema ABS di serie e di conseguenza un aumento di peso di 2,5 kg, per l'inedita telemetria di serie racchiusa nel DDA+ di ultima generazione che sfrutta anche il segnale GPS, per gli scarichi Termignoni in titanio con mappatura dedicata per incrementare le prestazioni forniti a corredo della moto e per le appendici aerodinamiche. La "Panigale R" differisce dalla "Panigale S" per il sistema ABS di serie e pesare solo 1 kg in più, per il serbatoio in parte color alluminio naturale, per le bielle in titanio che fanno guadagnare 500 giri (adesso il limitatore è a 12000 rpm) e per gli scarichi Termignoni con mappatura dedicata, che fanno guadagnare 5 cv (ora 200, ma dichiarati sempre 195) e "limano" il calo di coppia ai 5-6000 giri. | La serie speciale "Panigale Tricolore" differisce dalla "Panigale S" per la esclusiva colorazione tricolore per celebrare l'eccellenza tecnologia "made in Borgo Panigale", per il sistema ABS di serie e di conseguenza un aumento di peso di 2,5 kg, per l'inedita telemetria di serie racchiusa nel DDA+ di ultima generazione che sfrutta anche il segnale GPS, per gli scarichi Termignoni in titanio con mappatura dedicata per incrementare le prestazioni forniti a corredo della moto e per le appendici aerodinamiche. La "Panigale R" differisce dalla "Panigale S" per il sistema ABS di serie e pesare solo 1 kg in più, per il serbatoio in parte color alluminio naturale, per le bielle in titanio che fanno guadagnare 500 giri (adesso il limitatore è a 12000 rpm) e per gli scarichi Termignoni con mappatura dedicata, che fanno guadagnare 5 cv (ora 200, ma dichiarati sempre 195) e "limano" il calo di coppia ai 5-6000 giri. | La serie speciale "Panigale Tricolore" differisce dalla "Panigale S" per la esclusiva colorazione tricolore per celebrare l'eccellenza tecnologia "made in Borgo Panigale", per il sistema ABS di serie e di conseguenza un aumento di peso di 2,5 kg, per l'inedita telemetria di serie racchiusa nel DDA+ di ultima generazione che sfrutta anche il segnale GPS, per gli scarichi Termignoni in titanio con mappatura dedicata per incrementare le prestazioni forniti a corredo della moto e per le appendici aerodinamiche. La "Panigale R" differisce dalla "Panigale S" per il sistema ABS di serie e pesare solo 1 kg in più, per il serbatoio in parte color alluminio naturale, per le bielle in titanio che fanno guadagnare 500 giri (adesso il limitatore è a 12000 rpm) e per gli scarichi Termignoni con mappatura dedicata, che fanno guadagnare 5 cv (ora 200, ma dichiarati sempre 195) e "limano" il calo di coppia ai 5-6000 giri. | La serie speciale "Panigale Tricolore" differisce dalla "Panigale S" per la esclusiva colorazione tricolore per celebrare l'eccellenza tecnologia "made in Borgo Panigale", per il sistema ABS di serie e di conseguenza un aumento di peso di 2,5 kg, per l'inedita telemetria di serie racchiusa nel DDA+ di ultima generazione che sfrutta anche il segnale GPS, per gli scarichi Termignoni in titanio con mappatura dedicata per incrementare le prestazioni forniti a corredo della moto e per le appendici aerodinamiche. La "Panigale R" differisce dalla "Panigale S" per il sistema ABS di serie e pesare solo 1 kg in più, per il serbatoio in parte color alluminio naturale, per le bielle in titanio che fanno guadagnare 500 giri (adesso il limitatore è a 12000 rpm) e per gli scarichi Termignoni con mappatura dedicata, che fanno guadagnare 5 cv (ora 200, ma dichiarati sempre 195) e "limano" il calo di coppia ai 5-6000 giri. | La serie speciale "Panigale Tricolore" differisce dalla "Panigale S" per la esclusiva colorazione tricolore per celebrare l'eccellenza tecnologia "made in Borgo Panigale", per il sistema ABS di serie e di conseguenza un aumento di peso di 2,5 kg, per l'inedita telemetria di serie racchiusa nel DDA+ di ultima generazione che sfrutta anche il segnale GPS, per gli scarichi Termignoni in titanio con mappatura dedicata per incrementare le prestazioni forniti a corredo della moto e per le appendici aerodinamiche. La "Panigale R" differisce dalla "Panigale S" per il sistema ABS di serie e pesare solo 1 kg in più, per il serbatoio in parte color alluminio naturale, per le bielle in titanio che fanno guadagnare 500 giri (adesso il limitatore è a 12000 rpm) e per gli scarichi Termignoni con mappatura dedicata, che fanno guadagnare 5 cv (ora 200, ma dichiarati sempre 195) e "limano" il calo di coppia ai 5-6000 giri. |
| Fonte dei dati: Panigale Panigale S Panigale Tricolore Panigale R                                        | | | | | |

| Caratteristiche tecniche - Ducati 1199 Superleggera                       | Caratteristiche tecniche - Ducati 1199 Superleggera | Caratteristiche tecniche - Ducati 1199 Superleggera | Caratteristiche tecniche - Ducati 1199 Superleggera | Caratteristiche tecniche - Ducati 1199 Superleggera | Caratteristiche tecniche - Ducati 1199 Superleggera |
| ------------------------------------------------------------------------- | --- | --- | --- | --- | --- |
|                                                                           | | | | | |
| Dimensioni e pesi                                                         | | | | | |
| Ingombri (lungh.×largh.×alt.)                                             | 2.075 × ? × 1.100 mm | 2.075 × ? × 1.100 mm | 2.075 × ? × 1.100 mm | 2.075 × ? × 1.100 mm | 2.075 × ? × 1.100 mm |
| Altezze                                                                   | Sella: 830 mm | Sella: 830 mm | Sella: 830 mm | Sella: 830 mm | Sella: 830 mm |
| Interasse:                                                                | Interasse: | Massa a vuoto: 155 kg, in ordine di marcia 177 kg | Massa a vuoto: 155 kg, in ordine di marcia 177 kg | Serbatoio: 17 l | Serbatoio: 17 l |
| Meccanica                                                                 | | | | | |
| Tipo motore: Bicilindrico a 4 tempi                                       | Tipo motore: Bicilindrico a 4 tempi | Tipo motore: Bicilindrico a 4 tempi | Tipo motore: Bicilindrico a 4 tempi | Raffreddamento: a liquido | Raffreddamento: a liquido |
| Cilindrata                                                                | 1198 cm³ (Alesaggio 112 × Corsa 60,8 mm) | 1198 cm³ (Alesaggio 112 × Corsa 60,8 mm) | 1198 cm³ (Alesaggio 112 × Corsa 60,8 mm) | 1198 cm³ (Alesaggio 112 × Corsa 60,8 mm) | 1198 cm³ (Alesaggio 112 × Corsa 60,8 mm) |
| Distribuzione: Desmodromica 4 valvole per cilindro con canne in alluminio | Distribuzione: Desmodromica 4 valvole per cilindro con canne in alluminio                                                                                                | Distribuzione: Desmodromica 4 valvole per cilindro con canne in alluminio                                                                                                | Alimentazione: Iniezione elettronica Mitsubishi a due iniettori per cilindro e corpi farfallati ellittici con sistema full Ride-by-Wire                                  | Alimentazione: Iniezione elettronica Mitsubishi a due iniettori per cilindro e corpi farfallati ellittici con sistema full Ride-by-Wire                                  | Alimentazione: Iniezione elettronica Mitsubishi a due iniettori per cilindro e corpi farfallati ellittici con sistema full Ride-by-Wire                                  |
| Potenza: oltre 200 CV a 11.500 giri/min                                   | Potenza: oltre 200 CV a 11.500 giri/min | Coppia: 13,7 kg·m (134 N·m) a 10.200 giri/min | Coppia: 13,7 kg·m (134 N·m) a 10.200 giri/min | Rapporto di compressione: 13,2:1 | Rapporto di compressione: 13,2:1 |
| Frizione: multidisco in bagno d'olio con comando idraulico                | Frizione: multidisco in bagno d'olio con comando idraulico | Frizione: multidisco in bagno d'olio con comando idraulico | Cambio: sequenziale a 6 marce sempre in presa 1°: 15/37 (2,467) 2°: 16/30 (1,765) 3°: 18/27 (1,500) 4°: 20/25 (1,250) 5°: 22/24 (1,091) 6°: 24/23 (0,958)                | Cambio: sequenziale a 6 marce sempre in presa 1°: 15/37 (2,467) 2°: 16/30 (1,765) 3°: 18/27 (1,500) 4°: 20/25 (1,250) 5°: 22/24 (1,091) 6°: 24/23 (0,958)                | Cambio: sequenziale a 6 marce sempre in presa 1°: 15/37 (2,467) 2°: 16/30 (1,765) 3°: 18/27 (1,500) 4°: 20/25 (1,250) 5°: 22/24 (1,091) 6°: 24/23 (0,958)                |
| Trasmissione                                                              | Primaria a ingranaggi a denti dritti ?/? (1,77); Secondaria a catena 15/41 (2,733)                                                                                       | Primaria a ingranaggi a denti dritti ?/? (1,77); Secondaria a catena 15/41 (2,733)                                                                                       | Primaria a ingranaggi a denti dritti ?/? (1,77); Secondaria a catena 15/41 (2,733)                                                                                       | Primaria a ingranaggi a denti dritti ?/? (1,77); Secondaria a catena 15/41 (2,733)                                                                                       | Primaria a ingranaggi a denti dritti ?/? (1,77); Secondaria a catena 15/41 (2,733)                                                                                       |
| Avviamento                                                                | elettrico | elettrico | elettrico | elettrico | elettrico |
| Ciclistica                                                                | | | | | |
| Telaio                                                                    | Monoscocca in lega di magnesio | Monoscocca in lega di magnesio | Monoscocca in lega di magnesio | Monoscocca in lega di magnesio | Monoscocca in lega di magnesio |
| Sospensioni                                                               | Anteriore: forcella a steli rovesciati da 43 mm "Öhlins FL 916", completamente regolabile / Posteriore: monoammortizzatore "Öhlins TTX36", completamente regolabile      | Anteriore: forcella a steli rovesciati da 43 mm "Öhlins FL 916", completamente regolabile / Posteriore: monoammortizzatore "Öhlins TTX36", completamente regolabile      | Anteriore: forcella a steli rovesciati da 43 mm "Öhlins FL 916", completamente regolabile / Posteriore: monoammortizzatore "Öhlins TTX36", completamente regolabile      | Anteriore: forcella a steli rovesciati da 43 mm "Öhlins FL 916", completamente regolabile / Posteriore: monoammortizzatore "Öhlins TTX36", completamente regolabile      | Anteriore: forcella a steli rovesciati da 43 mm "Öhlins FL 916", completamente regolabile / Posteriore: monoammortizzatore "Öhlins TTX36", completamente regolabile      |
| Freni                                                                     | Anteriore: doppio disco da 330 mm Brembo, pinze monoblocco Brembo M50 ad attacco radiale a 4 pistoncini / Posteriore: disco singolo da 245 mm con pinza a due pistoncini | Anteriore: doppio disco da 330 mm Brembo, pinze monoblocco Brembo M50 ad attacco radiale a 4 pistoncini / Posteriore: disco singolo da 245 mm con pinza a due pistoncini | Anteriore: doppio disco da 330 mm Brembo, pinze monoblocco Brembo M50 ad attacco radiale a 4 pistoncini / Posteriore: disco singolo da 245 mm con pinza a due pistoncini | Anteriore: doppio disco da 330 mm Brembo, pinze monoblocco Brembo M50 ad attacco radiale a 4 pistoncini / Posteriore: disco singolo da 245 mm con pinza a due pistoncini | Anteriore: doppio disco da 330 mm Brembo, pinze monoblocco Brembo M50 ad attacco radiale a 4 pistoncini / Posteriore: disco singolo da 245 mm con pinza a due pistoncini |
| Pneumatici                                                                | anteriore da 120/70 ZR17 su cerchione con canale da 3,5"; posteriore da 200/55 ZR17 su cerchione con canale da 6"                                                        | anteriore da 120/70 ZR17 su cerchione con canale da 3,5"; posteriore da 200/55 ZR17 su cerchione con canale da 6"                                                        | anteriore da 120/70 ZR17 su cerchione con canale da 3,5"; posteriore da 200/55 ZR17 su cerchione con canale da 6"                                                        | anteriore da 120/70 ZR17 su cerchione con canale da 3,5"; posteriore da 200/55 ZR17 su cerchione con canale da 6"                                                        | anteriore da 120/70 ZR17 su cerchione con canale da 3,5"; posteriore da 200/55 ZR17 su cerchione con canale da 6"                                                        |
| Altro                                                                     | | | | | |
| ABS Bosch 9ME                                                             | Di serie | Di serie | Di serie | Di serie | Di serie |
| Fonte dei dati: 1199 Superleggera                                         | | | | | |

| Caratteristiche tecniche - Ducati 1199 Panigale RS             | Caratteristiche tecniche - Ducati 1199 Panigale RS | Caratteristiche tecniche - Ducati 1199 Panigale RS | Caratteristiche tecniche - Ducati 1199 Panigale RS | Caratteristiche tecniche - Ducati 1199 Panigale RS | Caratteristiche tecniche - Ducati 1199 Panigale RS |
| Dimensioni e pesi                                              | Dimensioni e pesi | Dimensioni e pesi | Dimensioni e pesi | Dimensioni e pesi | Dimensioni e pesi |
| -------------------------------------------------------------- | --- | --- | --- | --- | --- |
| Ingombri (lungh.×largh.×alt.)                                  | 2070 × 670 × ? mm | 2070 × 670 × ? mm | 2070 × 670 × ? mm | 2070 × 670 × ? mm | 2070 × 670 × ? mm |
| Interasse: 1450 mm                                             | Interasse: 1450 mm | Massa a vuoto: a seconda del regolamento da 165 kg a 171 kg | Massa a vuoto: a seconda del regolamento da 165 kg a 171 kg | Serbatoio: 23,9 l | Serbatoio: 23,9 l |
| Meccanica                                                      | | | | | |
| Tipo motore: Bicilindrico a 4 tempi con canne in alluminio     | Tipo motore: Bicilindrico a 4 tempi con canne in alluminio | Tipo motore: Bicilindrico a 4 tempi con canne in alluminio | Tipo motore: Bicilindrico a 4 tempi con canne in alluminio | Raffreddamento: a liquido | Raffreddamento: a liquido |
| Cilindrata                                                     | 1198 cm³ (Alesaggio 112 × Corsa 60,8 mm) | 1198 cm³ (Alesaggio 112 × Corsa 60,8 mm) | 1198 cm³ (Alesaggio 112 × Corsa 60,8 mm) | 1198 cm³ (Alesaggio 112 × Corsa 60,8 mm) | 1198 cm³ (Alesaggio 112 × Corsa 60,8 mm) |
| Distribuzione: Desmodromica 4 valvole per cilindro             | Distribuzione: Desmodromica 4 valvole per cilindro | Distribuzione: Desmodromica 4 valvole per cilindro | Alimentazione: Centralina accensione-iniezione Magneti Marelli WLF e iniezione elettronica, corpi farfallati motorizzati indipendenti a sezione ellittica, con air-restrictor variabili da 46-52 | Alimentazione: Centralina accensione-iniezione Magneti Marelli WLF e iniezione elettronica, corpi farfallati motorizzati indipendenti a sezione ellittica, con air-restrictor variabili da 46-52 | Alimentazione: Centralina accensione-iniezione Magneti Marelli WLF e iniezione elettronica, corpi farfallati motorizzati indipendenti a sezione ellittica, con air-restrictor variabili da 46-52 |
| Potenza: oltre 210 CV a 11.500 giri/min                        | Potenza: oltre 210 CV a 11.500 giri/min | Coppia: | Coppia: | Rapporto di compressione: | Rapporto di compressione: |
| Frizione: multidisco EVR in bagno d'olio con comando idraulico | Frizione: multidisco EVR in bagno d'olio con comando idraulico | Frizione: multidisco EVR in bagno d'olio con comando idraulico | Cambio: sequenziale a 6 marce sempre in presa | Cambio: sequenziale a 6 marce sempre in presa | Cambio: sequenziale a 6 marce sempre in presa |
| Ciclistica                                                     | | | | | |
| Telaio                                                         | Monoscocca in lega di alluminio | Monoscocca in lega di alluminio | Monoscocca in lega di alluminio | Monoscocca in lega di alluminio | Monoscocca in lega di alluminio |
| Sospensioni                                                    | Anteriore: forcella a steli rovesciati pressurizzata da 42 mm "Öhlins RSP25", completamente regolabile / Posteriore: monoammortizzatore "Öhlins RSP40", completamente regolabile | Anteriore: forcella a steli rovesciati pressurizzata da 42 mm "Öhlins RSP25", completamente regolabile / Posteriore: monoammortizzatore "Öhlins RSP40", completamente regolabile | Anteriore: forcella a steli rovesciati pressurizzata da 42 mm "Öhlins RSP25", completamente regolabile / Posteriore: monoammortizzatore "Öhlins RSP40", completamente regolabile                 | Anteriore: forcella a steli rovesciati pressurizzata da 42 mm "Öhlins RSP25", completamente regolabile / Posteriore: monoammortizzatore "Öhlins RSP40", completamente regolabile                 | Anteriore: forcella a steli rovesciati pressurizzata da 42 mm "Öhlins RSP25", completamente regolabile / Posteriore: monoammortizzatore "Öhlins RSP40", completamente regolabile                 |
| Freni                                                          | Anteriore: doppio disco da 328 mm Brembo, pinze Brembo P4X30-34 ad attacco radiale a 4 pistoncini / Posteriore: disco singolo da 218 mm con pinza Brembo P2X34 a due pistoncini  | Anteriore: doppio disco da 328 mm Brembo, pinze Brembo P4X30-34 ad attacco radiale a 4 pistoncini / Posteriore: disco singolo da 218 mm con pinza Brembo P2X34 a due pistoncini  | Anteriore: doppio disco da 328 mm Brembo, pinze Brembo P4X30-34 ad attacco radiale a 4 pistoncini / Posteriore: disco singolo da 218 mm con pinza Brembo P2X34 a due pistoncini                  | Anteriore: doppio disco da 328 mm Brembo, pinze Brembo P4X30-34 ad attacco radiale a 4 pistoncini / Posteriore: disco singolo da 218 mm con pinza Brembo P2X34 a due pistoncini                  | Anteriore: doppio disco da 328 mm Brembo, pinze Brembo P4X30-34 ad attacco radiale a 4 pistoncini / Posteriore: disco singolo da 218 mm con pinza Brembo P2X34 a due pistoncini                  |
| Pneumatici                                                     | anteriore da 120/70 R17; posteriore da 200/60 R177 | anteriore da 120/70 R17; posteriore da 200/60 R177 | anteriore da 120/70 R17; posteriore da 200/60 R177 | anteriore da 120/70 R17; posteriore da 200/60 R177 | anteriore da 120/70 R17; posteriore da 200/60 R177 |
| Fonte dei dati: Panigale 1199 RS                               | | | | | |

| Caratteristiche tecniche - Ducati 1299 Superleggera        | Caratteristiche tecniche - Ducati 1299 Superleggera | Caratteristiche tecniche - Ducati 1299 Superleggera | Caratteristiche tecniche - Ducati 1299 Superleggera | Caratteristiche tecniche - Ducati 1299 Superleggera | Caratteristiche tecniche - Ducati 1299 Superleggera |
| Dimensioni e pesi                                          | Dimensioni e pesi | Dimensioni e pesi | Dimensioni e pesi | Dimensioni e pesi | Dimensioni e pesi |
| ---------------------------------------------------------- | --- | --- | --- | --- | --- |
| Altezze                                                    | Sella: 830 mm | Sella: 830 mm | Sella: 830 mm | Sella: 830 mm | Sella: 830 mm |
| Interasse: 1.456 mm                                        | Interasse: 1.456 mm | Massa a vuoto: 156 kg, in ordine di marcia 167 kg | Massa a vuoto: 156 kg, in ordine di marcia 167 kg | Serbatoio: 17 l | Serbatoio: 17 l |
| Meccanica                                                  | | | | | |
| Tipo motore: Bicilindrico a 4 tempi con canne in alluminio | Tipo motore: Bicilindrico a 4 tempi con canne in alluminio | Tipo motore: Bicilindrico a 4 tempi con canne in alluminio | Tipo motore: Bicilindrico a 4 tempi con canne in alluminio | Raffreddamento: a liquido | Raffreddamento: a liquido |
| Cilindrata                                                 | 1285 cm³ (Alesaggio 116 × Corsa 60,8 mm) | 1285 cm³ (Alesaggio 116 × Corsa 60,8 mm) | 1285 cm³ (Alesaggio 116 × Corsa 60,8 mm) | 1285 cm³ (Alesaggio 116 × Corsa 60,8 mm) | 1285 cm³ (Alesaggio 116 × Corsa 60,8 mm) |
| Distribuzione: Desmodromica 4 valvole per cilindro         | Distribuzione: Desmodromica 4 valvole per cilindro | Distribuzione: Desmodromica 4 valvole per cilindro | Alimentazione: Iniezione elettronica Mitsubishi a due iniettori per cilindro e corpi farfallati ellittici con sistema full Ride-by-Wire                                      | Alimentazione: Iniezione elettronica Mitsubishi a due iniettori per cilindro e corpi farfallati ellittici con sistema full Ride-by-Wire                                      | Alimentazione: Iniezione elettronica Mitsubishi a due iniettori per cilindro e corpi farfallati ellittici con sistema full Ride-by-Wire                                      |
| Potenza: 158,1 kW (215 CV) a 11.000 giri/min               | Potenza: 158,1 kW (215 CV) a 11.000 giri/min | Coppia: 146,5 N·m a 9.000 giri/min | Coppia: 146,5 N·m a 9.000 giri/min | Rapporto di compressione: 13:1 | Rapporto di compressione: 13:1 |
| Frizione: multidisco in bagno d'olio con comando idraulico | Frizione: multidisco in bagno d'olio con comando idraulico | Frizione: multidisco in bagno d'olio con comando idraulico | Cambio: sequenziale a 6 marce sempre in presa 1°: 15/37 (2,467) 2°: 16/30 (1,765) 3°: 18/27 (1,500) 4°: 20/25 (1,250) 5°: 22/24 (1,091) 6°: 24/23 (0,958)                    | Cambio: sequenziale a 6 marce sempre in presa 1°: 15/37 (2,467) 2°: 16/30 (1,765) 3°: 18/27 (1,500) 4°: 20/25 (1,250) 5°: 22/24 (1,091) 6°: 24/23 (0,958)                    | Cambio: sequenziale a 6 marce sempre in presa 1°: 15/37 (2,467) 2°: 16/30 (1,765) 3°: 18/27 (1,500) 4°: 20/25 (1,250) 5°: 22/24 (1,091) 6°: 24/23 (0,958)                    |
| Trasmissione                                               | Primaria a ingranaggi a denti dritti ?/? (1,77); Secondaria a catena 15/39 (2,6)                                                                                             | Primaria a ingranaggi a denti dritti ?/? (1,77); Secondaria a catena 15/39 (2,6)                                                                                             | Primaria a ingranaggi a denti dritti ?/? (1,77); Secondaria a catena 15/39 (2,6)                                                                                             | Primaria a ingranaggi a denti dritti ?/? (1,77); Secondaria a catena 15/39 (2,6)                                                                                             | Primaria a ingranaggi a denti dritti ?/? (1,77); Secondaria a catena 15/39 (2,6)                                                                                             |
| Avviamento                                                 | elettrico | elettrico | elettrico | elettrico | elettrico |
| Ciclistica                                                 | | | | | |
| Telaio                                                     | Monoscocca in fibra di carbonio | Monoscocca in fibra di carbonio | Monoscocca in fibra di carbonio | Monoscocca in fibra di carbonio | Monoscocca in fibra di carbonio |
| Sospensioni                                                | Anteriore: forcella a steli rovesciati da 43 mm "Öhlins FL 936", completamente regolabile / Posteriore: monoammortizzatore "Öhlins TTX36", completamente regolabile          | Anteriore: forcella a steli rovesciati da 43 mm "Öhlins FL 936", completamente regolabile / Posteriore: monoammortizzatore "Öhlins TTX36", completamente regolabile          | Anteriore: forcella a steli rovesciati da 43 mm "Öhlins FL 936", completamente regolabile / Posteriore: monoammortizzatore "Öhlins TTX36", completamente regolabile          | Anteriore: forcella a steli rovesciati da 43 mm "Öhlins FL 936", completamente regolabile / Posteriore: monoammortizzatore "Öhlins TTX36", completamente regolabile          | Anteriore: forcella a steli rovesciati da 43 mm "Öhlins FL 936", completamente regolabile / Posteriore: monoammortizzatore "Öhlins TTX36", completamente regolabile          |
| Freni                                                      | Anteriore: doppio disco da 330 mm Brembo, pinze monoblocco Brembo evo M50 ad attacco radiale a 4 pistoncini / Posteriore: disco singolo da 245 mm con pinza a due pistoncini | Anteriore: doppio disco da 330 mm Brembo, pinze monoblocco Brembo evo M50 ad attacco radiale a 4 pistoncini / Posteriore: disco singolo da 245 mm con pinza a due pistoncini | Anteriore: doppio disco da 330 mm Brembo, pinze monoblocco Brembo evo M50 ad attacco radiale a 4 pistoncini / Posteriore: disco singolo da 245 mm con pinza a due pistoncini | Anteriore: doppio disco da 330 mm Brembo, pinze monoblocco Brembo evo M50 ad attacco radiale a 4 pistoncini / Posteriore: disco singolo da 245 mm con pinza a due pistoncini | Anteriore: doppio disco da 330 mm Brembo, pinze monoblocco Brembo evo M50 ad attacco radiale a 4 pistoncini / Posteriore: disco singolo da 245 mm con pinza a due pistoncini |
| Pneumatici                                                 | anteriore da 120/70 ZR17 su cerchione con canale da 3,5"; posteriore da 200/55 ZR17 su cerchione con canale da 6"                                                            | anteriore da 120/70 ZR17 su cerchione con canale da 3,5"; posteriore da 200/55 ZR17 su cerchione con canale da 6"                                                            | anteriore da 120/70 ZR17 su cerchione con canale da 3,5"; posteriore da 200/55 ZR17 su cerchione con canale da 6"                                                            | anteriore da 120/70 ZR17 su cerchione con canale da 3,5"; posteriore da 200/55 ZR17 su cerchione con canale da 6"                                                            | anteriore da 120/70 ZR17 su cerchione con canale da 3,5"; posteriore da 200/55 ZR17 su cerchione con canale da 6"                                                            |
| Altro                                                      | | | | | |
| cornering ABS                                              | Di serie | Di serie | Di serie | Di serie | Di serie |
| Fonte dei dati: 1299 Superleggera                          | | | | | |

## Carriera agonistica
La Ducati Panigale è stata impiegata nelle competizioni a partire dal 2012, disputando diversi campionati nazionali e internazionali per le derivate di serie, tipicamente nelle categorie Superbike e Superstock con la versione 1199.
La squadra ufficiale ha usato la Panigale R fino alla fine del 2018, venendo poi sostituita dalla Panigale V4R.

### 2012
La stagione 2012 ha visto l'esordio della Panigale nelle competizioni; grazie all'omologazione in Superstock della Panigale S, la moto è stata schierata nella Superstock 1000 FIM Cup dove ha colto due vittorie con Lorenzo Savadori e Eddi La Marra, piloti del team Barni Racing. La Marra è rimasto in lotta per il titolo fino all'ultima gara concludendo poi al secondo posto generale.
Nella stessa stagione la Panigale ha disputato e vinto il Campionato Italiano Superstock con Ivan Goi; ha inoltre partecipato ad alcuni campionati nazionali Superbike come il British Superbike Championship e l'IDM Superbike tedesco che ne han permesso l'iscrizione grazie a regolamenti tecnici differenti rispetto al mondiale superbike, per il quale la moto non era ancora omologata.
Nel settembre del 2012 una 1199 Panigale è stata anche utilizzata nella 24 ore di Le Mans; la moto, schierata dalla Scuderia Zone Rouge, era praticamente di serie con una preparazione minima, ed era guidata da piloti Stéphane Pagani, Phillipe Teissier e Hervé Royer. La squadra si è classificata al primo posto nella classifica Open Category e al trentaduesimo posto nella classifica generale.

### 2013
Nel 2013 la Panigale, in versione R, ha debuttato nella massimo campionato di categoria, il mondiale Superbike, avendo ottenuto la relativa omologazione per parteciparvi. Il team Alstare, col supporto ufficiale di Ducati Corse, ha schierato lo spagnolo Carlos Checa e l'italiano Ayrton Badovini, mentre il team satellite MR Racing ha messo a disposizione un'ulteriore moto per il tedesco Max Neukirchner. La stagione è però risultata inferiore alle aspettative e il miglior risultato ottenuto rimane quello di Badovini nel Gran Premio di Mosca dove, in gara 1, ha ottenuto il terzo gradino del podio.
La Panigale R ha partecipato anche alla Superstock 1000 FIM Cup, in sostituzione della precedente versione S; in questa categoria la moto si è dimostrata competitiva e, ancora una volta, il team Barni Racing ha lottato per il titolo con i piloti Eddi La Marra e Niccolò Canepa. Purtroppo, durante una sessione di test, un serio incidente ha costretto La Marra ad abbandonare le competizioni; ciononostante è riuscito a conquistare il campionato Italiano Velocità nella classe Superbike grazie alle sei vittorie ottenute in sella alla Panigale.
Lo spagnolo Xavi Forés vince il titolo Europeo Superstock 1000 disputatosi in prova unica ad Albacete e si laurea campione nel CEV Stock Extreme, campionato nazionale spagnolo con regolamento ispirato alla Superstock ma con pneumatici liberi.
Nel 2013 è stata inoltre presentata la 1199 Panigale RS, versione pronto-gara in vendita per piloti e team clienti, omologata per i campionati Superbike.
Da notare che nel campionato francese Superbike la Panigale R non può correre, poiché il particolare regolamento nazionale impone un limite sul prezzo di listino della controparte stradale che esclude la versione più spinta della Panigale.

### 2014
Per il mondiale Superbike 2014, dopo una sola stagione, Ducati e Alstare decidono di interrompere la collaborazione. La Casa italiana sceglie di ritornare in forma ufficiale, dopo l'abbandono avvenuto a fine 2010, creando il Ducati Superbike Team con l'appoggio tecnico di Feel Racing e schierando una nuova coppia di piloti, formata da Chaz Davies e Davide Giugliano. La squadra Althea Racing iscrive inoltre una Panigale in configurazione EVO per Niccolò Canepa. La stagione segna un miglioramento rispetto all'anno precedente, con diversi podi ottenuti da Davies e Giugliano ma ancora nessuna vittoria.
Il Barni Racing Team conquista la Superstock 1000 FIM Cup con Leandro Mercado, ottenendo quindi il primo titolo di livello internazionale per la Panigale; la squadra si riconferma inoltre nel CIV Superbike con Ivan Goi.
Il Team 3C Racing domina il campionato IDM Superbike tedesco, portando alla vittoria Xavi Forés e piazzando Max Neukirchner al secondo posto assoluto.

### 2015
La nuova stagione è caratterizzata da cambiamenti regolamentari nella categoria Superbike: la principale novità consiste nel minor grado di elaborazione concesso ai motori, che devono quindi essere più simili alla versione stradale. Per adeguarsi ai cambiamenti la Ducati omologa la nuova Panigale R.
Nel Mondiale Superbike la Ducati riconferma la formazione dell'anno precedente, ma un doppio infortunio a Giugliano costringe il team ad alternare diversi sostituti, tra cui Troy Bayliss. Chaz Davies disputa un'ottima stagione, conquistando numerosi podi e soprattutto vincendo cinque gare, riuscendo così a portare finalmente al successo la Panigale. Il pilota gallese chiude il campionato al secondo posto in classifica, la stessa posizione ottenuta da Ducati nella graduatoria costruttori.
Nel CIV Superbike il titolo viene conquistato da Michele Pirro, confermando ancora una volta il Barni Racing Team ai vertici del campionato italiano.
Il 2015 vede anche l'esordio nelle competizioni della 1299 Panigale S: debutta nel National Trophy 1000, un trofeo nazionale di tipo Open, dove conquista il titolo con Alessandro Valia. Lo stesso modello viene inoltre omologato per il campionato francese Superbike, in deroga al limite internazionale di cilindrata per la categoria.

### 2016

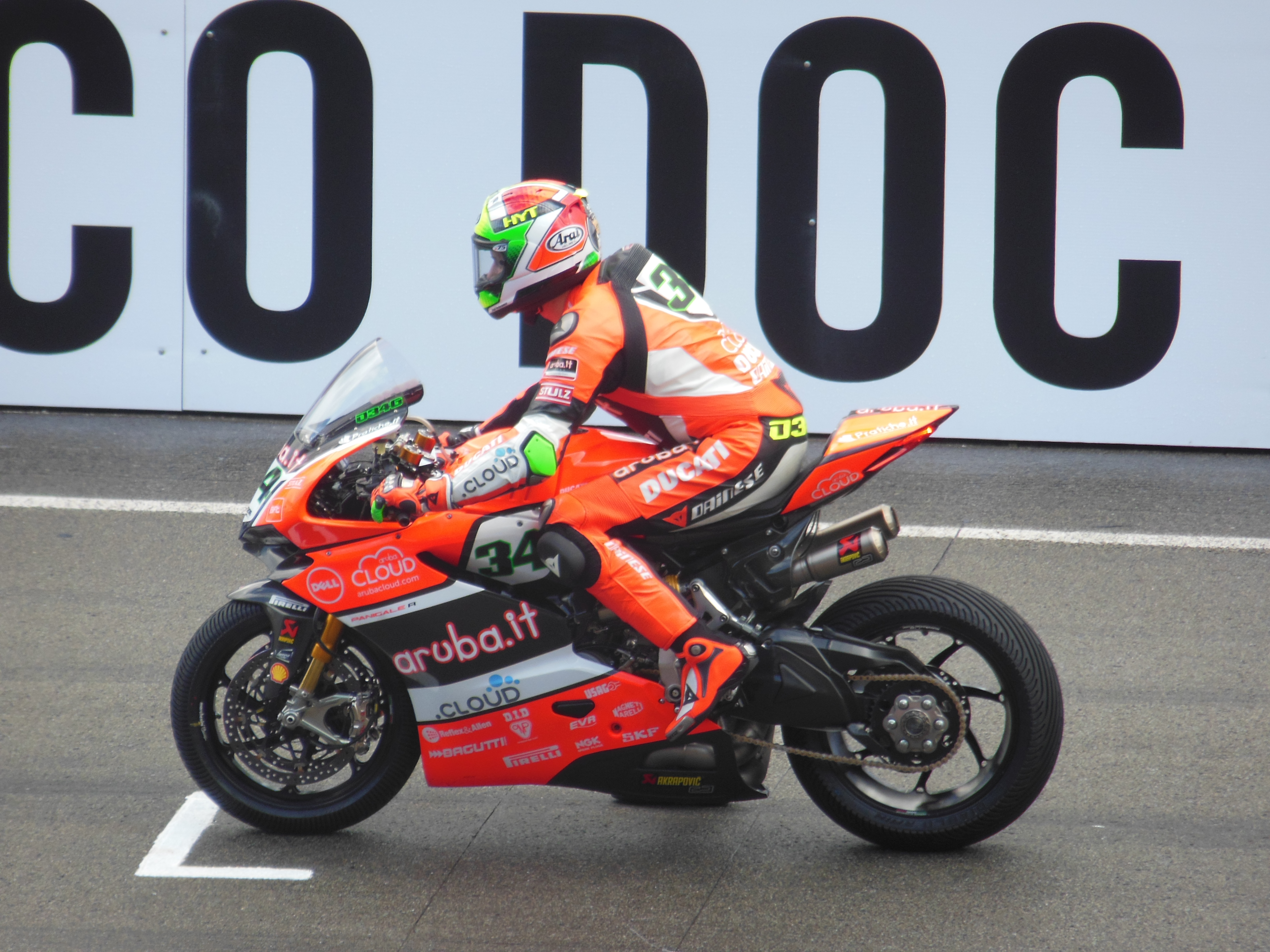
Davide Giugliano a Assen nel 2016 su una Panigale R del Team Aruba

Chaz Davies disputa una nuova stagione ad alto livello nel Mondiale Superbike, conquistando ben 11 gare. Nonostante sia il pilota col maggior numero di vittorie nel campionato e abbia migliorato il punteggio dell'anno precedente, deve accontentarsi del terzo posto nella classifica piloti.
Nella Superstock 1000 FIM Cup Leandro Mercado manca per pochi punti la vittoria, ma Ducati ottiene comunque il titolo costruttori.
A livello nazionale, la Panigale R conquista nuovamente il CIV Superbike con Matteo Baiocco e riporta la Ducati al titolo BSB Superbike con Shane Byrne.

### 2017
Nel team ufficiale del Mondiale Superbike, Marco Melandri prende il posto di Davide Giugliano, ma ancora una volta il miglior pilota è Chaz Davies con 7 vittorie e il secondo posto in classifica finale. Melandri conclude quarto con una vittoria e diversi podi. Michael Ruben Rinaldi vince il Campionato europeo Superstock, dove però Ducati manca il titolo costruttori per pochi punti. La Panigale R si riconferma inoltre ai vertici del CIV con Michele Pirro e bissa il titolo BSB Superbike con Shane Byrne.

### 2018
L'ultima stagione ufficiale della Panigale bicilindrica è piuttosto difficile: Davies e Melandri accumulano complessivamente 4 vittorie nel Mondiale Superbike, risultando ben lontani dalle prestazioni del dominatore Jonathan Rea su Kawasaki, pur confermando la Ducati come seconda forza del mondiale. Nel Campionato europeo Superstock Matteo Ferrari e Federico Sandi ottengono un'affermazione a testa.
Shane Byrne, pilota di punta nel campionato BSB inglese, è costretto ad abbandonare le corse a seguito di un grave incidente. L'unico titolo arriva dal CIV italiano, grazie a Michele Pirro che vince il campionato per la terza volta.

### 2019-2020
La Panigale bicilindrica rimane in uso ad alcuni team privati. In particolare si distingue il Broncos Racing che nel CIV Superbike 2019 ottiene il terzo posto finale con Lorenzo Zanetti, e l'anno seguente conquista il National Trophy 1000 con Agostino Santoro.

### 2021
Nel 2021 si ha l'esordio nelle competizioni della Panigale V2 da 955 cm³. Infatti il National Trophy 600 introduce una nuova categoria aperta alle moto bicilindriche fino a 960 cm³, anticipando il nuovo regolamento tecnico del Campionato mondiale Supersport che entrerà in vigore dal 2022.